# Az Újpest FC 2018–2019-es szezonja
Ez a szócikk az Újpest FC 2018–2019-es szezonjáról szól, mely sorozatban a 107., összességében pedig a 113. idénye a csapatnak a magyar első osztályban. A klub fennállásának ekkor volt a 133. évfordulója. Az előző szezon bronzérmeseként és kupagyőzteseként jogot szerzett a bajnokság mellett az Európa-liga selejtezőkörében való indulásra. A szezon 2018. július 12-én kezdődött, és 2019 májusában 19-én ért  véget.
Az Újpest 9 év után ismét nemzetközi kupában indulhatott. Az Európa-liga első selejtezőkörében a Neftçi PFK volt az ellenfél. Az első mérkőzésen Bakuban 3–1-re az azeriek győztek. A visszavágón az újpestiek 4–0-s fölényes győzelmet arattak, így összesítésben 5–3-as gólkülönbséggel jutottak a 2. selejtezőkörbe, ahol a spanyol Sevilla FC volt az ellenfelük, ahol 7–1-s összesítéssel maradtak alul, így kiestek a nemzetközi kupából.
A bajnokság első fordulójában, 2018. július 22-én, az NB I-be feljutott, újonc MTK Budapest FC csapata volt az ellenfél (0–2).
A bajnokság második fordulójában, 2018. július 29-én, az NB I-be idegenbeli mérkőzésen a kétszer felálló Szombathelyi Haladás csapata volt az ellenfél (2–2).
2018. december 5-én a Magyar kupa 8. fordulójában a Kaposvár vendégeként 1–0-ra alul maradt az újpesti klub. Így a címvédő kiesett a kupasorozatból.
2019. március 23-án szombaton, Lajosmizsén gálameccsel avatták fel a tavaly fiatalon elhunyt Lázár Bence emlékére a nevére nevezett Sportcentrumot. Újpesti oldalon csapatkapitány Kabát Péter volt, mellette a jelenlegi keretből Banai Dávid kapus és Marko Filipovics, rajtuk kívül az U19-es csapat alkotta a vegyes csapatot a mérkőzésen, melyet végül a lila-fehér klub nyerte meg 2–1-s arányban.
2019. április 6-án a Magyar Nemzet napilapban megjelent a hír, a klub elnöke Duchâtelet megválna a lila-fehér klubtól.  A hírek szerint Duchâtelet elmondta, hogy az újpesti klubot 20 millió euróért, azaz körülbelül 6 milliárd forint értékben adná el. Az egyik lehetséges vevőnek Garancsi Istvánt nevezeték meg. Három nappal később pedig a Nemzeti Sport információi szerint Duchâtelet egyelőre mégsem tervezi eladni a klubot.

## Mezek
| Hazai | Vendég |

## Játékos keret
Utolsó módosítás: 2019. március 15.

*A vastaggal jelzett játékosok felnőtt válogatottsággal rendelkeznek.
| Mezszám     | Név                 | Nemzet            | Posztok     | Szül. év (kor)               |         |         |         |         |         |
| Kapusok     | Kapusok             | Kapusok           | Kapusok     | Kapusok                      | Kapusok | Kapusok | Kapusok | Kapusok | Kapusok |
| ----------- | ------------------- | ----------------- | ----------- | ---------------------------- | ------- | ------- | ------- | ------- | ------- |
| 1           | Filip Pajović       | szerb             | Kapus       | 1993. július 30. (31 éves)   |         |         |         |         |         |
| 23          | Banai Dávid         | magyar            | Kapus       | 1994. május 9. (30 éves)     |         |         |         |         |         |
| 35          | Gundel-Takács Bence | magyar            | Kapus       | 1998. április 6. (26 éves)   |         |         |         |         |         |
| Védők       |                     |                   |             |                              |         |         |         |         |         |
| 2           | Szűcs Kristóf       | magyar            | védő        | 1997. január 3. (28 éves)    |         |         |         |         |         |
| 4           | Kire Risztevszki    | macedón           | védő        | 1990. október 22. (34 éves)  |         |         |         |         |         |
| 5           | Litauszki Róbert    | magyar            | védő        | 1990. május 15. (34 éves)    |         |         |         |         |         |
| 19          | Mijuško Bojović     | montenegrói       | védő        | 1988. augusztus 9. (36 éves) |         |         |         |         |         |
| 21          | Balázs Benjámin     | magyar            | védő        | 1990. április 26. (34 éves)  |         |         |         |         |         |
| 49          | Branko Pauljević    | szerb             | védő        | 1989. június 12. (35 éves)   |         |         |         |         |         |
| 68          | Dženan Bureković    | bosnyák           | védő        | 1995. május 29. (29 éves)    |         |         |         |         |         |
| középpályás |                     |                   |             |                              |         |         |         |         |         |
| 6           | Obinna Nwobodo      | nigériai          | középpályás | 1996. november 29. (28 éves) |         |         |         |         |         |
| 7           | Simon Krisztián     | magyar            | középpályás | 1991. június 10. (33 éves)   |         |         |         |         |         |
| 14          | Alassane Diallo     | mali              | középpályás | 1995. február 19. (30 éves)  |         |         |         |         |         |
| 18          | Bojan Sanković      | montenegrói       | középpályás | 1993. november 21. (31 éves) |         |         |         |         |         |
| 24          | Rácz Barnabás       | magyar            | középpályás | 1996. április 26. (28 éves)  |         |         |         |         |         |
| 26          | Nagy Dániel         | magyar            | középpályás | 1991. március 15. (34 éves)  |         |         |         |         |         |
| 27          | Kovács Lóránt       | román             | középpályás | 1993. június 6. (31 éves)    |         |         |         |         |         |
| 30          | Vincent Onovo       | nigériai          | középpályás | 1995. december 10. (29 éves) |         |         |         |         |         |
| csatárok    |                     |                   |             |                              |         |         |         |         |         |
| 9           | Theophilus Solomon  | nigériai          | csatár      | 1996. január 18. (29 éves)   |         |         |         |         |         |
| 10          | Zsótér Donát        | magyar            | csatár      | 1996. január 6. (29 éves)    |         |         |         |         |         |
| 31          | Rosy Lubaki         | kongói            | csatár      | 1998. február 10. (27 éves)  |         |         |         |         |         |
| 77          | Giorgi Beridze      | grúz              | csatár      | 1997. május 12. (27 éves)    |         |         |         |         |         |
| 90          | Lacina Traoré       | elefántcsontparti | csatár      | 1990. augusztus 5. (34 éves) |         |         |         |         |         |
| 99          | Lukács Dániel       | magyar            | csatár      | 1996. április 3. (28 éves)   |         |         |         |         |         |

## Átigazolások
2018. évi nyári átigazolási időszak, 
 2019. évi téli átigazolási időszak
| Mezszám            | Poszt | Nemzetiség        | Név                | Életkor | Honnan | Szerződés megnevezése  | Átigazolási időszak                  | Szerződés vége. | Átigazolás összege | Forrás |
| Érkezett játékosok |       |                   |                    |         |        |                        |                                      |                 |                    |        |
| 21                 | KP    | magyar            | Balázs Benjámin    | 28      | –      | Szerződés hosszabbítás | 2018. évi nyári átigazolási időszak, | N/A             | –                  | [ 9 ]  |
| 31                 | KP    | Kongói            | Rosy Lubaki        | 21      | –      | átigazolás             | 2018. évi nyári átigazolási időszak, | N/A             | –                  | [ 10 ] |
| 17                 | V     | román             | Răzvan Horj        | 22      | –      | átigazolás             | 2018. évi nyári átigazolási időszak, | N/A             | –                  | [ 11 ] |
| 4                  | V     | macedón           | Kire Risztevszki   | 27      | –      | átigazolás             | 2018. évi nyári átigazolási időszak, | N/A             | –                  | [ 12 ] |
| 77                 | CS    | grúz              | Giorgi Beridze     | 21      | –      | kölcsönbe              | 2018. évi nyári átigazolási időszak, | N/A             | –                  | [ 13 ] |
| 99                 | CS    | magyar            | Lukács Dániel      | 23      | –      | kölcsönbe              | 2018. évi nyári átigazolási időszak, | N/A             | –                  | [ 14 ] |
| 17                 | CS    | macedón           | Viktor Angelov     | 24      | –      | kölcsönből vissza      | 2018. évi nyári átigazolási időszak, | N/A             | –                  |        |
| 27                 | KP    | román/ magyar     | Kovács Lóránt      | 25      | –      | átigazolás             | 2019. évi téli átigazolási időszak   | N/A             | –                  | [ 15 ] |
| 24                 | KP    | magyar            | Rácz Barnabás      | 22      | –      | átigazolás             | 2019. évi téli átigazolási időszak   | N/A             | –                  | [ 16 ] |
| 9                  | CS    | nigériai          | Theophilus Solomon | 23      | –      | átigazolás             | 2019. évi téli átigazolási időszak   | N/A             | –                  | [ 17 ] |
| 90                 | CS    | elefántcsontparti | Lacina Traoré      | 28      | –      | átigazolás             | 2019. évi téli átigazolási időszak   | N/A             | –                  | [ 18 ] |

| Mezszám            | Dátum                | Poszt | Nemzet  | Név               | Életkor | Hová            | Átigazolás típusa       | jegyzet |
| Távozott játékosok |                      |       |         |                   |         |                 |                         |         |
| 99                 | 2018. augusztus 30.  | CS    | macedón | Viktor Angelov    | 25      | Shkupi          | szabadon igazolhatóként |         |
|                    |                      | KP    | mali    | Souleymane Diarra | 24      | Lens            | kölcsön után végleg     |         |
| 4                  | 2018. szeptember 18. | V     | magyar  | Kálnoki Kis Dávid | 24      | Budapest Honvéd | szabadon igazolhatóként | [ 19 ]  |
| 6                  | 2018. augusztus 6.   | KP    | magyar  | Windecker József  | 25      | Levadiakósz     | átigazolás              | [ 20 ]  |
| 27                 | 2018. augusztus 31.  | V     | magyar  | Pávkovics Bence   | 21      | Debrecen        | kölcsönbe               | [ 21 ]  |
| 9                  | 2018. augusztus 28.  | CS    | magyar  | Tischler Patrik   | 27      | Budapest Honvéd | kölcsönbe               | [ 22 ]  |
| 8                  | 2019. január 11.     | KP    | magyar  | Cseke Benjámin    | 24      | Paks            | átigazolás              | [ 23 ]  |
| 17                 | 2019. február 26.    | V     | román   | Răzvan Horj       | 23      | CFR Cluj        | átigazolás              | [ 24 ]  |
| 22                 | 2019. január 30.     | V     | magyar  | Mohl Dávid        | 33      | Haladás         | átigazolás              | [ 25 ]  |
| 27                 | 2018. december 19.   | KP    | magyar  | Pávkovics Bence   | 22      | Debrecen        | kölcsön után végleg     | [ 26 ]  |
| 86                 | 2019. március 14.    | CS    | magyar  | Novothny Soma     | 24      | Busan IPark     | kölcsönbe               | [ 27 ]  |

## Statisztikák
Utolsó elszámolt mérkőzés: 2018. október 27.

### Kiírások
A felkészülési mérkőzéseket nem vettük figyelembe.
Dőlttel a jelenleg még le nem zárult kiírásokat illetve az azokban elért helyezést jelöltük.
| Kiírás        | Statisztikák | Statisztikák | Statisztikák | Statisztikák | Statisztikák | Statisztikák | Statisztikák | Statisztikák | Kezdő forduló/ helyezés  | Végső forduló/ helyezés | Mérkőzések dátumai | Mérkőzések dátumai | Mérkőzések dátumai |
| Kiírás        | M            | GY           | D            | V            | LG–KG        | GK           | RGÁ          | KGÁ          | Kezdő forduló/ helyezés  | Végső forduló/ helyezés | Első               | Utolsó             | Következő          |
| ------------- | ------------ | ------------ | ------------ | ------------ | ------------ | ------------ | ------------ | ------------ | ------------------------ | ----------------------- | ------------------ | ------------------ | ------------------ |
| OTP Bank Liga | 33           | 012          | 012          | 09           | 38–028       | 0+10         | 0,91         | 0,82         | 10.                      | 5.                      | 2018. 07. 22.      | 2018. 10. 27.      | 2018. 11. 03.      |
| Magyar kupa   | 03           | 02           | 0            | 01           | 010–04       | 0+6          | 7,00         | 1,00         | 6. forduló (legjobb 128) | 8. forduló (legjobb 64) | 2018. 09. 22.      | 2018. 09. 22.      | 2018. 10. 31.      |
| Európa-liga   | 04           | 01           | 0            | 03           | 06–10        | 0–4          | 1,50         | 2,50         | 1. selejtezőkör          | 2. selejtezőkör         | 2018. 07. 12.      | 2018. 08. 02.      | —                  |
| Otthon        | 08           | 04           | 02           | 02           | 10–06        | 0+4          | 1,25         | 0,75         |                          |                         |                    |                    |                    |
| Idegenben     | 08           | 02           | 02           | 04           | 13–14        | 0–1          | 1,63         | 1,75         |                          |                         |                    |                    |                    |
| Összesen      | 16           | 06           | 04           | 06           | 23–20        | 0+3          | 1,44         | 1,25         |                          |                         |                    |                    |                    |

### Góllövőlista
2019. május 19-én lett frissítve
| #                         | Poszt    | Nemzet       | Név       | NB I | Európa-liga | Magyar kupa | Összesen |
| ------------------------- | -------- | ------------ | --------- | ---- | ----------- | ----------- | -------- |
| 99                        | CS       | Magyarország | Lukács D. | 2    | 0           | 1           | 3        |
| 26                        | CS       | Magyarország | Nagy D.   | 3    | 1           | 0           | 4        |
| 10                        | CS       | Magyarország | Zsótér D. | 2    | 1           | 1           | 4        |
| 14                        | CS       | Mali         | Diallo    | 2    | 0           | 0           | 2        |
| 19                        | CS       | Montenegró   | Bojović   | 0    | 0           | 2           | 2        |
| 6                         | KP       | Nigéria      | Obinna    | 0    | 0           | 2           | 2        |
| 5                         | V        | Magyarország | Litauszki | 1    | 1           | 0           | 2        |
| 18                        | KP       | Montenegró   | Sanković  | 0    | 1           | 0           | 1        |
| 21                        | V        | Magyarország | Balázs B. | 0    | 0           | 1           | 1        |
| 77                        | CS       | Grúzia       | Beridze   | 0    | 0           | 1           | 1        |
| 30                        | KP       | Nigéria      | Onovo     | 0    | 0           | 1           | 1        |
| Már nem tagja a csapatnak |          |              |           |      |             |             |          |
| 86                        | CS       | Magyarország | Novothny  | 9    | 0           | 0           | 9        |
| 17                        | V        | Románia      | Horj      | 1    | 0           | 0           | 1        |
| 8                         | KP       | Magyarország | Cseke     | 0    | 0           | 1           | 1        |
| Öngólok                   | Öngólok  | Öngólok      | Öngólok   | 0    | 0           | 0           | 0        |
| Összesen                  | Összesen | Összesen     | Összesen  | 17   | 0           | 0           | 17       |

### Egy mérkőzésen kettő vagy több gólt szerző játékos(ok)
A végeredmény az Újpest FC szemszögéből értendő.
| Játékos        | Dátum         | Forduló                | Ellenfél     | Végeredmény | A játékos góljainak száma |
| -------------- | ------------- | ---------------------- | ------------ | ----------- | ------------------------- |
| Bojovics       | 2018. 09. 22. | Magyar kupa 6. forduló | Bátaszék (i) | 7–1         | 2                         |
| Giorgi Beridze | 2018. 10. 20. | Bajnokság 11. forduló  | Diósgyőr (i) | 2–1         | 2                         |

Jelmagyarázat: Helyszín: (o) = otthon (hazai pályán); (i) = idegenben; : büntetőgól

### Helyezések fordulónként
| Forduló  | 1   | 2   | 3  | 4  | 5  | 6  | 7  | 8  | 9  | 10 | 11 | 12 | 13 | 14 | 15 | 16 | 17 | 18 | 19 | 20 | 21 | 22 | 23 | 24 | 25 | 26 | 27 | 28 | 29 | 30 | 31 | 32 | 33 |
| -------- | --- | --- | -- | -- | -- | -- | -- | -- | -- | -- | -- | -- | -- | -- | -- | -- | -- | -- | -- | -- | -- | -- | -- | -- | -- | -- | -- | -- | -- | -- | -- | -- | -- |
| Helyszín | O   | I   | O  | I  | O  | O  | I  | O  | I  | O  | I  | I  | O  | I  | O  | I  | I  | O  | I  | O  | I  | O  | O  | I  | O  | I  | O  | O  | I  | O  | I  | O  | I  |
| Eredmény | V   | D   | GY | D  | D  | V  | D  | GY | V  | GY | GY | V  | GY | GY | D  | D  | GY | D  | D  | D  | GY | GY | D  | V  | GY | GY | GY | V  | D  | D  | V  | V  | V  |
| Helyezés | 10. | 10. | 7. | 6. | 6. | 7. | 7. | 7. | 8. | 8. | 8. | 8. | 7. | 6. | 6. | 6. | 5. | 5. | 5. | 6. | 4. | 3. | 3. | 4. | 4. | 3. | 3. | 3. | 4. | 4. | 4. | 4. | 5. |

Helyszín: O = Otthon; I = Idegenben. Eredmény: GY = Győzelem; D = Döntetlen; V = Vereség.
A csapat helyezései fordulónként, idővonalon ábrázolva.

### Kapusteljesítmények
Az alábbi táblázatban a csapat kapusainak teljesítményét tüntettük fel.
A felkészülési mérkőzéseket nem vettük figyelembe.
| Helyezés | Kapus               | Összesen        | Összesen          | Bajnokság       | Bajnokság         | Magyar Kupa     | Magyar Kupa       | Európa-liga     | Európa-liga       |
| Helyezés | Kapus               | Összes mérkőzés | Ebből gól nélküli | Összes mérkőzés | Ebből gól nélküli | Összes mérkőzés | Ebből gól nélküli | Összes mérkőzés | Ebből gól nélküli |
| -------- | ------------------- | --------------- | ----------------- | --------------- | ----------------- | --------------- | ----------------- | --------------- | ----------------- |
| 1.       | Pajovics, Filip     | 14              | 5                 | 10              | 4                 | 0               | 0                 | 4               | 1                 |
| 2.       | Gundel-Takács Bence | 2               | 0                 | 1               | 0                 | 1               | 0                 | 0               | 0                 |
|          | Banai Dávid         | 0               | 0                 | 0               | 0                 | 0               | 0                 | 0               | 0                 |
| Összesen | Összesen            | 16              | 5                 | 11              | 4                 | 1               | 0                 | 4               | 1                 |

## OTP Bank Liga
2018. június 27-én tartották az OTP Bank Liga 2018-2019-es férfi felnőtt nagypályás labdarúgó-bajnokság sorsolását a Magyar Labdarúgó Szövetség székházában. A szezon 2018. július 21-én indul és az új szabályok értelmében 2019. május 19-én zárul. Az NB I-et ezúttal is körmérkőzéses formában, 3×11 bajnoki forduló keretében bonyolítják le. A 23-33. fordulót úgy sorsolták ki, hogy a 2017-2018-as bajnokság 1-6. helyezettjeinek hatszor otthon és ötször idegenben, a bajnokság többi résztvevőjének pedig ötször otthon és hatszor idegenben kell játszaniuk.
      Győzelem
      Döntetlen
      Vereség
| 1. ford. |

| Újpest | 0 – 2 | MTK |
| ------ | ----- | --- |
|        |       |     |

| Részletek |

| 2. ford. |

| Haladás | 2 – 2 | Újpest |
| ------- | ----- | ------ |
|         |       |        |

| Részletek |

| 3. ford. |

| Újpest | 1 – 0 | Kisvárda |
| ------ | ----- | -------- |
|        |       |          |

| Részletek |

| 4. ford. |

| Paks | 1 – 1 | Újpest |
| ---- | ----- | ------ |
|      |       |        |

| Részletek |

| 5. ford. |

| Újpest | 1 – 1 | Mezőkövesd |
| ------ | ----- | ---------- |
|        |       |            |

| Részletek |

| 6. ford. |

| Vidi | 1 – 0 | Újpest |
| ---- | ----- | ------ |
|      |       |        |

| Részletek |

| 7. ford. |

| Újpest | 0 – 0 | Honvéd |
| ------ | ----- | ------ |
|        |       |        |

| Részletek |

| 8. ford. |

| Újpest | 1 – 0 | Debrecen |
| ------ | ----- | -------- |
|        |       |          |

| Részletek |

| 9. ford. |

| Ferencváros | 1 – 0 | Újpest |
| ----------- | ----- | ------ |
|             |       |        |

| Részletek |

| 10. ford. |

| Újpest | 2 – 0 | Puskás Ak. |
| ------ | ----- | ---------- |
|        |       |            |

| Részletek |

| 11. ford. |

| Diósgyőr | 1 – 2 | Újpest |
| -------- | ----- | ------ |
|          |       |        |

| Részletek |

| 12. ford. |

| MTK | 1 – 0 | Újpest |
| --- | ----- | ------ |
|     |       |        |

| Részletek |

| 13. ford. |

| Újpest | 1 – 0 | Haladás |
| ------ | ----- | ------- |
|        |       |         |

| Részletek |

| 14. ford. |

| Kisvárda | 1 – 4 | Újpest |
| -------- | ----- | ------ |
|          |       |        |

| Részletek |

| 15. ford. |

| Újpest | 1 – 1 | Paks |
| ------ | ----- | ---- |
|        |       |      |

| Részletek |

| 16. ford. |

| Mezőkövesd | 0 – 0 | Újpest |
| ---------- | ----- | ------ |
|            |       |        |

| Részletek |

| 17. ford. |

| Újpest | 2 – 0 | Vidi |
| ------ | ----- | ---- |
|        |       |      |

| Részletek |

| 18. ford. |

| Honvéd | 2 – 2 | Újpest |
| ------ | ----- | ------ |
|        |       |        |

| Részletek |

| 19. ford. |

| Debrecen | 0 – 0 | Újpest |
| -------- | ----- | ------ |
|          |       |        |

| Részletek |

| 20. ford. |

| Újpest | 1 – 1 | Ferencváros |
| ------ | ----- | ----------- |
|        |       |             |

| Részletek |

| 21. ford. |

| Puskás Ak. | 0 – 1 | Újpest |
| ---------- | ----- | ------ |
|            |       |        |

| Részletek |

| 22. ford. |

| Újpest | 5 – 0 | Diósgyőr |
| ------ | ----- | -------- |
|        |       |          |

| Részletek |

| 23. ford. |

| Újpest | 0 – 0 | MTK |
| ------ | ----- | --- |
|        |       |     |

| Részletek |

| 24. ford. |

| Haladás | 3 – 2 | Újpest |
| ------- | ----- | ------ |
|         |       |        |

| Részletek |

| 25. ford. |

| Újpest | 1 – 0 | Kisvárda |
| ------ | ----- | -------- |
|        |       |          |

| Részletek |

| 26. ford. |

| Paks | 0 – 2 | Újpest |
| ---- | ----- | ------ |
|      |       |        |

| Részletek |

| 27. ford. |

| Újpest | 2 – 1 | Mezőkövesd |
| ------ | ----- | ---------- |
|        |       |            |

| Részletek |

| 28. ford. |

| Vidi | 2 – 1 | Újpest |
| ---- | ----- | ------ |
|      |       |        |

| Részletek |

| 29. ford. |

| Újpest | 0 – 0 | Honvéd |
| ------ | ----- | ------ |
|        |       |        |

| Részletek |

| 30. ford. |

| Újpest | 1 – 1 | Debrecen |
| ------ | ----- | -------- |
|        |       |          |

| Részletek |

| 31. ford. |

| Ferencváros | 2 – 1 | Újpest |
| ----------- | ----- | ------ |
|             |       |        |

| Részletek |

| 32. ford. |

| Újpest | 0 – 1 | Puskás Ak. |
| ------ | ----- | ---------- |
|        |       |            |

| Részletek |

| 33. ford. |

| Diósgyőr | 3 – 0 | Újpest |
| -------- | ----- | ------ |
|          |       |        |

| Részletek |

### Első kör
Az élvonalba visszatérő MTK a Sevilla elleni Európa Liga-mérkőzésre készülő Újpestnél vendégeskedik. A kék-fehéreknél Feczkó Tamás edző élete első élvonalbeli mérkőzése előtt áll, alaptizenegye nagy részének ugyanakkor van NB I-es tapasztalata. A két csapat az előző idényben a Magyar Kup kiában játszott egymással, mindkettő nyert egyszer, a lilák az idegenben szerzett eggyel több góllal jutottak tovább. A 2016–2017-es szezonban az Újpest nem tudott nyerni bajnokin a kék-fehérek ellen, sőt, bajnoki meccsen 2015. május 16. óta nyeretlen az MTK ellen.
| 1. forduló 2018. július 22., vasárnap 19:30 (tv:M4 Sport) |

| Újpest                                      | 0 – 2               | MTK Budapest                                                |
| ------------------------------------------- | ------------------- | ----------------------------------------------------------- |
| Pauljevics 60′ Balázs 90+1′ A. Diallo 90+2' | (0 – 1) Jegyzőkönyv | 26' (0–1) Lencse 90+2' (11-esből) (0–2) Kanta 1' Kulcsár T. |

| Szusza Ferenc Stadion, Budapest Játékvezető: Kassai Viktor (magyar) Asszisztensek: Varga Zsolt és Farkas Balázs |

- Újpest: Pajovics — Burekovics, Pávkovics (Tischler  76'), Litauszki , Pauljevics — A. Diallo, Szankovics — Nagy D. (Angelov  78'), Zsótér (Balázs  55'), Nwobodo — Novothny
• Fel nem használt cserék: Gundel-Takács (kapus), Szűcs, Horj, Cseke • Vezetőedző: Nebojsa Vignyevics
- MTK: Kicsak — Deutsch, Szelin, Pintér (Balogh  45+1'), Katona — Vass Á. — Kulcsár T. (Takács R.  73'), Kanta , Bognár (Vogyicska  78'), Vass P. — Lencse
• Fel nem használt cserék: Varga (kapus), Farkas, Torghelle, Ramos • Vezetőedző: Feczkó Tamás

| Csapat | Labdabirtoklás | Lövés | Kaput találtlövés | Ebből gól | Szöglet | Szabálytalanság | Sárga lap | Piros lap | Passz | Sikeres passz | Párharc | Megnyert párharc |
| ------ | -------------- | ----- | ----------------- | --------- | ------- | --------------- | --------- | --------- | ----- | ------------- | ------- | ---------------- |
| Újpest | 2126 mp (60%)  | 9     | 2 (22%)           | 0 (0%)    | 10      | 13              | 1         | 2         | 668   | 570 (85%)     | 129     | 77 (60%)         |
| MTK    | 1393 mp (40%)  | 12    | 8 (67%)           | 2 (25%)   | 3       | 10              | 1         | 0         | 420   | 349 (85%)     | 129     | 52 (40%)         |

Mind a két csapat vereséggel kezdte a bajnoki szezont, a Haladás Kispesten kapott ki, az Újpest pedig a Megyeri úton, az újonc MTK-tól szenvedett vereséget. A lila-fehérek nincsenek könnyű helyzetben, a mérkőzés előtt nem is egészen 70 órával még a Sevilla ellen játszottak kupamérkőzést Spanyolországban, majd hazatértek, s nem sokkal később utazniuk kell Szombathelyre, azzal a tudattal, hogy még jövő héten is két mérkőzést kell játszaniuk. Nebojsa Vignjevics együttese az előző szezonban szoros mérkőzéseket vívott a Haladással, a háromból egyiken sem esett kettőnél több gól. Szombathelyen, májusban 1–1-re végzett. A Haladás, az új stadion átadása óta, pályaválasztóként még nem szenvedett vereséget.
A csütörtökön Sevillában Európa-liga mérkőzésen 4–0-s vereséget szenvedett Újpest mestere, Nebojsa Vignjevics az előző fordulóban piros lapot kapott Branko Pauljevicset, valamint Balázs Benjámint kénytelen nélkülözni. Szintén nincs a keretben a térdműtétjéből lábadozó Simon Krisztián. A szerb ezúttal szakember több kulcsjátékosát, így a kapus Filip Pajovicsot, a védő Litauszki Róbertet, és a gólfelelős Novothny Somát ezúttal csak a kispadra ültette le. Michal Hipp, a Haladás cseh vezetőedzője a bokaszalag-húzódással bajlódó Kovács Lórántra, valamint a múlt héten kiállított és négy mérkőzésre eltiltott Priskin Tamásra nem számíthat. Eddig 122 élvonalbeli mérkőzést vívott egymással a két együttes: 19 szombathelyi győzelem mellett 31 döntetlen és 72 újpesti siker született.
| 2. forduló 2018. július 29., vasárnap 18:00 |

| Swietelsky Haladás                                                  | 2 – 2               | Újpest                                                 |
| ------------------------------------------------------------------- | ------------------- | ------------------------------------------------------ |
| Rabušic (1–1) 23' Jagodics M. (2–2) 61' Bošnjak 73' Jagodics M. 87' | (1 – 2) Jegyzőkönyv | 19' (0–1) Nagy D. 41' (1–2) Horj 28' Horj 87' Novothny |

| Haladás Sportkomplexum, Szombathely Nézőszám: 4.965 Játékvezető: Erdős József (magyar) Asszisztensek: Szécsényi István és Vígh-Tarsonyi Gergő |

- Újpest: Gundel-Takács — Szűcs, Bojovics, Cseke, Burekovics — Horj, Szankovics — Nwobodo, Zsótér (A. Diallo  69'), Nagy D. (Angelov  89') — Tischler (Novothny  58') • Fel nem használt cserék: Pajovics (kapus), Litauszki • Vezetőedző: Nebojsa Vignjevics
- Haladás: Király — Schimmer, Kolčák, Beneš, Bošnjak — Jagodics M. — K. Mészáros, Gaál (Bamgboye  77'), Rácz B., Lyng (Halmosi  szünetben) — Rabušic (Grumics  65') • Fel nem használt cserék: Gyurján (kapus), Tamás L., Németh Márió, Habovda • Vezetőedző: Michal Hipp

Az első tíz perc kiegyenlített játékot hozott, valamivel a szombathelyiek kezdeményeztek többet. Bő negyedóra elteltével Mészáros szögletét Benes centikkel fejelte a felső léc fölé, majd a vendégek első valamirevaló helyzetüket gólra váltották: a 19. percben Szűcs előreívelt labdáját Kolčák elvétette, Nagy Dániel pedig 12 méterről, jobbról a jobb sarokba emelt; (0–1). Nem sokáig tartott a vendégek öröme, mert négy perc múltán egyenlítettek a hazaiak: a 23. percben egy jobbról fel-ívelt labdát Beneš balról visszafejelt, Bojovics a labda mellé rúgott, Rabušic pedig négy méterről, előrevetődve a kapu közepébe bólintott; (1–1). Aztán Nagy Dániel kis híján duplázott, de ziccerben leadott lövését Király bravúrral, lábbal hárította. Talán a hőség miatt, de meglehetősen közepes iramú játékot láthattak a remek hangulatot teremtő szurkolók. A félidő vége előtt váratlanul, egy szöglet után a tétovázó vasi védők mellett ismét a vendégek jutottak előnyhöz: a 41. percben Zsótér jobb oldali szöglete után az ide-oda pattogó labdát Răzvan Horj két méterről a léc alá vágta; (1–2). Szünet után a keveset mutató Lyng helyett Halmosit küldte pályára Michal Hipp. A tiszta lilában futballozó vendégek visszahúzódtak saját térfelükre, a vasiak irányították a játékot, s egy kapu előtti kavarodás után egalizáltak: a 61. percben egy előreívelést a bal oldalról Beneš középre fejelt, Halmosi középen megcsúsztatott, Rabušic középen lyukat rúgott, a labda Jagodics Márk elé került, aki öt méterről a bal sarokba lőtt; (2–2). Megélénkült a meccs, a szombathelyiek mentek előre a győztes gólért. Egy kontra után viszont Alassane Diallo lövését Kolčák óriási bravúrral, a gólvonal elől kanalazta ki. A másik oldalon Bamgboye közeli lövését tolta szögletre Gundel-Takács. A hajrát nagyon megnyomták a vasiak, de újabb gól már nem esett. A hazaiak közelebb álltak a győzelemhez.
| Csapat  | Labdabirtoklás | Lövés | Kaput találtlövés | Ebből gól | Szöglet | Szabálytalanság | Sárga lap | Piros lap | Passz | Sikeres passz | Párharc | Megnyert párharc |
| ------- | -------------- | ----- | ----------------- | --------- | ------- | --------------- | --------- | --------- | ----- | ------------- | ------- | ---------------- |
| Haladás | 1243 mp (39%)  | 12    | 5 (42%)           | 2 (40%)   | 6       | 13              | 2         | 0         | 380   | 297 (78%)     | 156     | 78 (50%)         |
| Újpest  | 1957 mp (61%)  | 9     | 6 (67%)           | 2 (33%)   | 4       | 12              | 2         | 0         | 564   | 478 (85%)     | 156     | 78 (50%)         |

- A Haladás továbbra is veretlen a tavaly novemberben átadott új stadionjában, a Haladás Sportkomplexumban. Egyébként az Újpest az első csapat, amely másodszor szerepel ebben az arénában, tavasszal 1–1-es döntetlent ért el a fővárosi gárda.
- A szombathelyiek az új arénában mindössze másodszor kaptak két gólt, az első alkalmat a Puskás Akadémia elleni, májusi 3–2 jelentette.
- Az Újpest a legutóbbi öt, a Haladás elleni idegenbeli (soproni vagy szombathelyi) bajnoki mérkőzéséből csak egyet tudott megnyerni.
- Az előző, a 2017–2018-as idényben a két csapat három egymás elleni mérkőzésén összesen esett annyi gól, mint most ezen.
- Az Újpest veretlen legutóbbi 5 idegenbeli bajnoki mérkőzésén, igaz, csak egyet nyert meg ezek közül. 2016 óta először hoz össze ötös idegenbeli veretlenségi szériát az NB I-ben.
- 2018-ban csak egy olyan idegenbeli bajnokija volt az Újpestnek, melyen egynél több gólt szerzett: Debrecenben győzött 2–1-re.
- A cseh Michael Rabušic a második gólját érte el az OTP Bank Ligában, tavasszal a DVSC ellen volt eredményes.
- Jagodics Márk éppen a századik élvonalbeli mérkőzésén játszva szerzett gólt, az ötödiket az NB I-ben.
- A román Răzvan Horj góllal mutatkozott be az OTP Bank Ligában.
- Nagy Dánielnek az év ezen periódusa a legkedvesebb a góllövésre. Eddigi hat élvonalbeli találatából négyet júliusban, egyet augusztus elején szerzett, s egyet márciusban.[31]

A Sevilla elleni 1–3-mal az Európa Ligától elbúcsúzó lila-fehérek eddig egy pontot szereztek az OTP Bank Liga 2018–2019-es idényében, miután otthon kikaptak az MTK-tól, majd döntetlent értek el Szombathelyen. Az újonc Kisvárda rosszul kezdett, a MOL Vidi FC-től és a Budapest Honvédtól is 4–0-ra kikapott. A klub vezetősége ezek után hétfőn közös megegyezéssel szerződést bontott Kondás Elemérrel, ideiglenesen a korábbi segítő, Kocsis János irányítja a csapatot, Révész Attila sportigazgató és Erős Gábor segítségével.
| 3. forduló 2018. augusztus 5., vasárnap 18:00 |

| Újpest                                     | 1 – 0               | Kisvárda Master Good                           |
| ------------------------------------------ | ------------------- | ---------------------------------------------- |
| A. Diallo (1–0) 66' Nagy D. 50' Zsótér 82' | (0 – 0) Jegyzőkönyv | 19' Gosztonyi 34' Felipe 47' Ilics 75' Bériosz |

| Szusza Ferenc Stadion, Budapest Nézőszám: 2.029 Játékvezető: Andó-Szabó Sándor (magyar) Asszisztensek: Ring György és Király Krisztián |

| Csapat   | Labdabirtoklás | Lövés | Kaput találtlövés | Ebből gól | Szöglet | Szabálytalanság | Sárga lap | Piros lap | Passz | Sikeres passz | Párharc | Megnyert párharc |
| -------- | -------------- | ----- | ----------------- | --------- | ------- | --------------- | --------- | --------- | ----- | ------------- | ------- | ---------------- |
| Újpest   | 2294 mp (69%)  | 14    | 6 (43%)           | 1 (17%)   | 7       | 11              | 2         | 0         | 677   | 586 (87%)     | 170     | 92 (54%)         |
| Kisvárda | 1037 mp (31%)  | 5     | 2 (40%)           | 0 (0%)    | 2       | 19              | 4         | 0         | 311   | 231 (74%)     | 170     | 78 (46%)         |

Elkészült a paksi pálya felújítása, Csertői Aurél együttese, az idényben először, pályaválasztóként lép pályára. A három idegenbeli mérkőzés közel Mezőkövesden és Kispesten kikapott, ellenben Felcsúton, a bajnok MOL Vidi ellen pontot tudott szerezni. Tavasszal az otthoni mérlege is szokatlanul gyenge volt a csapatnak, március 10. óta csak a Vidit verte meg, a további öt meccsből előbb a lila-fehérek ellen márciusban gól nélküli döntetlent játszott. Majd négyet elveszített. Az Újpest egy-egy győzelemmel, döntetlennel és vereséggel áll, kikapott otthon az MTK-tól, vendégként szerzett egy pontot Szombathelyen, majd legyűrte a Kisvárdát. Vendégként 2018-ban eddig csak a Videoton ellen kapott ki még április 7-én, ellenben nyerni csak a DVSC és a Mezőkövesd ellen tudott. Bajnoki mérkőzésen közel öt éve, 2013 novembere óta nyeretlen Pakson, kupamérkőzést azonban nyert ott, idén márciusban.
| 4. forduló 2018. augusztus 12., vasárnap 17:00 |

| Paks                                          | 1 – 1               | Újpest                                                   |
| --------------------------------------------- | ------------------- | -------------------------------------------------------- |
| Bertus (1–1) 24' Kulcsár D. 66' Nagy R. 90+2' | (1 – 1) Jegyzőkönyv | 3' (0–1) A. Diallo 43' Novothny 85' Balázs 85' A. Diallo |

| Fehérvári úti stadion, Paks Játékvezető: Berke Balázs (magyar) Asszisztensek: Kóbor Péter és Becséri Gergely |

- Újpest: Pajovics — Pauljevics, Bojovics, Litauszki , Balázs — Szankovics, A. Diallo — Nwobodo, Zsótér (Onovo  82'), Nagy D. (Beridze  szünetben) —  Novothny (Tischler  70') • Fel nem használt cserék: Gundel-Takács  (kapus), Szűcs, Cseke, Horj • Vezetőedző: Nebojsa Vignjevics
- Paks: Nagy G. — Kulcsár D., Lenzsér, Fejes, Szabó J. — Hajdú (Kővári  61'), Kecskés, Bertus — Hahn (Nagy R.  76'), Simon A. (Horváth P.  70'), Bartha • Fel nem használt cserék: Rácz (kapus), Gévay, Báló, Vági • Vezetőedző: Csertői Aurél

Az Újpest már a 3. percben megszerezte a vezetést: Zsótér jobb oldali szöglete után nem tudnak menteni a hazai bekkek, Lenzsér Alassane Diallo elé fejeli a labdát, aki az ötösről a kapu közepébe lő úgy, hogy a labda Kulcsár Dávid és a paksi kapus, Nagy Gergely lába között is áthaladt; (0–1). A vendégek gólja után kKiegyenlített mezőnyjáték mellett a hazaiakkal ellentétben az újpestiek a kapura is veszélyt jelentettek. A 24. percben váratlanul egyenlített a Paks: Bertus Lajos ballal 25 méterről, balról a kapu jobb sarkába lő, a labda több védő és támadó feje fölött is áthaladt, senki nem ért bele a kapu előtti tömegből; (1–1). A gól felrázta a hazaiakat, így a szünetig hátralévő időben már előttük az adódtak lehetőségek, de az eredmény már nem változott.
| Csapat | Labdabirtoklás | Lövés | Kaput találtlövés | Ebből gól | Szöglet | Szabálytalanság | Sárga lap | Piros lap | Passz | Sikeres passz | Párharc | Megnyert párharc |
| ------ | -------------- | ----- | ----------------- | --------- | ------- | --------------- | --------- | --------- | ----- | ------------- | ------- | ---------------- |
| Paks   | 1118 mp (35%)  | 7     | 4 (57%)           | 1 (25%)   | 3       | 18              | 2         | 0         | 321   | 224 (70%)     | 183     | 81 (44%)         |
| Újpest | 2068 mp (65%)  | 8     | 3 (38%)           | 1 (33%)   | 5       | 11              | 3         | 0         | 622   | 517 (83%)     | 183     | 102 (56%)        |

- A Paks először játszott pályaválasztóként az idényben. Tavaly október 21. óta mindössze két hazai bajnokiján született döntetlen, mindkettő az Újpest ellen.
- Csertői Aurél együttese, a tavaszi eredményeket is figyelembe véve, immár nyolc mérkőzés óta nyeretlen.
- Bertus Lajos 2015 októberében szerzett már gólt az Újpest ellen. Az győztes gól volt (1–0), ez pontot érő.
- A Paks az a mérkőzés óta nem tud tétmeccsen győzni a lila-fehérek ellen.
- A két együttes legutóbbi hat egymás elleni bajnoki mérkőzése kivétel nélkül döntetlent hozott.
- Az Újpest a mostani idényben mind a két eddigi idegenbeli mérkőzésén döntetlent játszott. A legutóbbi nyolc idegenbeli bajnokijából haton egy pontot szerzett.
- Alassane Diallo az első tizennégy magyarországi bajnokiján nem szerzett gólt. A legutóbbi kettőn ellenben kettőt.[34]

A Mezőkövesd legutóbb márciusban játszott a lila-fehérek ellen a Megyeri úton, akkor 3–2-re nyert. Mindazonáltal a két csapat párharcában az Újpest az eredményesebb, Nebojsa Vignjevics csapata a legutóbbi négyből hármat megnyert, kivétel nélkül idegenben. A két csapat eddigi nyolc egymás elleni bajnoki mérkőzéséből csak az elsőn, még 2013-ban született hazai győzelem, akkor az Újpest 6–1-re győzött. A mostani tabellán a lila-fehérek megelőzik ugyan a Mezőkövesdet, de a vendégek egy mérkőzéssel kevesebbet játszottak. Mindkét csapat egyszer kapott eddig ki, az Újpest a nyitányon az MTK-tól, a Mezőkövesd egy hete a Honvédtól. 100. NB I-es mérkőzésére készül a Mezőkövesd, amely kifejezetten erre az alkalomra készített egyedi mezben lépett fel Újpesten.
| 5. forduló 2018. augusztus 18., szombat 19:30 |

| Újpest           | 1 – 1               | Mezőkövesd–Zsóry       |
| ---------------- | ------------------- | ---------------------- |
| Zsótér (1–1) 89' | (0 – 1) Jegyzőkönyv | 4' (0–1) Szalai Szeles |

| Szusza Ferenc Stadion, Budapest Nézőszám: 1.500 Játékvezető: Pintér Csaba (magyar) Asszisztensek: Georgiou Theodoros és Király Krisztián |

- Újpest: Pajovics — Pauljevics, Bojovics, Litauszki , Balázs (Tischler  szünetben) — Szankovics (Beridze  68'), A. Diallo (Onovo  68') — Nwobodo, Zsótér, Burekovics — Novothny • Fel nem használt cserék: Gundel-Takács (kapus), Cseke, Horj, Nagy D. • Vezetőedző: Nebojsa Vignjevics
- Mezőkövesd: Dombó — Pillár, Silye, Szalai, Vadnai — Cseri (Mevoungou  90+3'), Szeles, Meszhi, Tóth B.  (Katanec  85') — Vajda, Drazsics (Koszta  90') • Fel nem használt cserék: Szappanos (kapus), Alves, Szakály D., Hudák • Vezetőedző: Kuttor Attila

A 4. percben megszerezte a vezetést a Mezőkövesd: Cseri adott be a jobb oldalról, a labda elszállt a védők, majd Pauljevics feje felett, így lett jó Szalai Attilának, aki két lépésről a hálóba fejelt; (0–1). A folytatásban védekezni kényszerült ugyan a Mezőkövesd, de mivel az újpesti támadásokban nem volt átütőerő, így kapusuknak, Dombónak nem akadt sok dolga. A szünet előtti hajrában Szeles Tamás két szabálytalanságára is sárga lapot kapott, így létszámban megfogyatkoztak a mezőkövesdiek, akik vezetőedzőjüket, Kuttor Attilát is elveszítették, mert Pintér Csaba játékvezető a lelátóra küldte a reklamáló vezetőedzőt. A második félidőben szerkezetet váltott az Újpest – Novothny mellé ékpárnak érkezett a hozzá hasonlóan erős fizikumú Tischler –, amely mezőnyfölénye ellenére kapura továbbra sem sok veszélyt jelentett. A vendégcsapat egy kontrát leszámítva meg sem próbálkozott a támadásokkal, kizárólag egygólos előnyét őrizte. A 89. percig sikerrel: akkor azonban egyenlítettek: Beridze kevergetett, cselezgetett a mezőkövesdi tizenhatoson belül, és bár mindenki lövést várt tőle, ő inkább visszagurított az érkező Zsótér Donáthoz, aki 11 méterről a védők között a kapu közepébe lőtt; (1–1). Az Újpest és a Mezőkövesd kilencedszer mérkőzött meg egymással, a hazai csapat továbbra is csak egyszer nyert: még az első találkozón 2013-ban a lila-fehérek 6–1-re. Azóta a további hat vendéggyőzelem mellett másodszor végeztek döntetlenre. Ez a találkozó volt a Mezőkövesd századik fellépése az élvonalban.
| Csapat     | Labdabirtoklás | Lövés | Kaput találtlövés | Ebből gól | Szöglet | Szabálytalanság | Sárga lap | Piros lap | Passz | Sikeres passz | Párharc | Megnyert párharc |
| ---------- | -------------- | ----- | ----------------- | --------- | ------- | --------------- | --------- | --------- | ----- | ------------- | ------- | ---------------- |
| Újpest     | 2439 mp (69%)  | 15    | 2 (13%)           | 1 (50%)   | 6       | 11              | 0         | 0         | 745   | 632 (85%)     | 164     | 95 (58%)         |
| Mezőkövesd | 1100 mp (31%)  | 3     | 1 (33%)           | 1 (100%)  | 0       | 12              | 0         | 1         | 313   | 227 (73%)     | 164     | 69 (42%)         |

- A két csapat eddigi kilenc egymás elleni bajnoki mérkőzéséből csak az elsőn, még 2013-ban született hazai győzelem, akkor az Újpest 6–1-re győzött.
- A lila-fehérek legutóbbi négy bajnoki mérkőzéséből három döntetlenre végződött.
- Ugyanakkor Nebojsa Vignjevics együttese a Megyeri úton március 31., a Ferencváros elleni 0–0 óta először játszott döntetlent.
- Zsótér Donát a Megyeri úton először szerzett bajnoki gólt az Újpest játékosaként. Az idényben már nem ez volt az első „hazai gólja”, a Sevillának lőtt látványos találata feledhetetlen.
- Az Újpest csapatának legutóbbi 16 bajnokija közül tizenkettőn kettő vagy kevesebb gól esett.
- A Mezőkövesd a legutóbbi tizenegy idegenbeli bajnoki mérkőzéséből csupán kettőt veszített el.
- Amióta Kuttor Attila irányítja a Mezőkövesdet, kimondottan jó a matyóföldiek idegenbeli bajnoki mérlege. A Kövesd ebben az időszakban tíz idegenbeli bajnokiból ötöt megnyert, háromszor döntetlent játszott és csak kétszer (a Ferencvárostól és a Haladástól) kapott ki.
- Az U21-es válogatott védő, Szalai Attila a második góljánál tart a bajnoki szezonban.
- A Mezőkövesd a második félidőt emberhátrányban játszotta Szeles Tamás kiállítása miatt.[36]

| 6. forduló 2018. november 21., szerdaelhalasztott mérkőzés |

| MOL Vidi | – | Újpest |
| -------- | - | ------ |
|          |   |        |

| Pancho Aréna, Felcsút |

A lila-fehérek mindössze egyszer nyertek eddig a bajnoki idényben (a 3. fordulóban az újonc Kisvárda ellen 1–0-ra), a mérkőzéseik hatvan százaléka (ötből három) döntetlenre végződött. Ez valamivel több, mint a Vignjevics-éra egyébként is magas átlaga. Pályaválasztóként háromszor játszott eddig a mostani bajnokságban, egy győzelem, egy döntetlen, egy vereség a mérleg. A Honvéd kiválóan rajtolt, a MOL Vidi ellen a Hungária úton elveszített mérkőzésétől eltekintve minden eddigi bajnokiját megnyerte. Ugyanakkor mindössze egyszer játszott vendégként, a fentiekből következően azt a mérkőzést (a Mezőkövesd ellen) szintén megnyerte. Ha a tavaszra is visszatekintünk, a legutóbbi négy idegenbeli bajnoki mérkőzéséből csak egyet, a Vidi elleni felcsúti találkozót veszítette el, a többit megnyerte. Az Újpest vendégeként 2016. április 6-án, a 2015–2016-os szezon 29. fordulójában nyert legutóbb, akkor 2–0-ra, Balogh Balázs és Enisz Bardi góljaival.
| 7. forduló 2018. szeptember 1., szombat 19:30 (tv:M4 Sport) |

| Újpest      | 0 – 0       | Budapest Honvéd                   |
| ----------- | ----------- | --------------------------------- |
| Nagy D. 49' | Jegyzőkönyv | 19' Nagy G. 44' Kukoč 48' Heffler |

| Szusza Ferenc Stadion, Budapest Nézőszám: 3.561 Játékvezető: Iványi Zoltán (magyar) Asszisztensek: Albert István és Garai Péter |

- Újpest: Pajovics — Pauljevics, Bojovics, Litauszki , Burekovics — Szankovics, Onovo — Beridze (Novothny  68'), Zsótér (A. Diallo  90+1'), Nagy D. (Balázs  78') — Nwobodo • Fel nem használt cserék: Gundel-Takács (kapus), Szűcs, Cseke, Horj • Vezetőedző: Nebojsa Vignjevics
- Honvéd: Gróf — Kamber , Baráth (Batik  24'), Škvorc — Heffler, Pilík (N’Gog  78'), Gazdag, Nagy G., Kukoč (Tischler  szünetben) — Danilo, Holender • Fel nem használt cserék: Horváth (kapus), Holdampf, Bamba, Banó-Szabó • Vezetőedző: Supka Attila

| Újpest | Honvéd |

A kezdést követően az Újpest azonnal magához ragadta a kezdeményezést, de veszélyes gólhelyzetet ugyanúgy nem tudott kidolgozni, mint a Honvéd, amely az első félidő közepétől már egyenrangú partnere volt a hazai csapatnak. A szünetben hatalmas vihar zavarta meg a nézőket, a játék azonban csak pár perces késést szenvedett. A felázott gyepen viszont felgyorsult a meccs, amelyet ismét az Újpest irányított. A Honvéd a kontrákra és Danilo gyorsaságára épített, de nem volt gólveszély a vendégek akcióiban. A 75. percben Novothny a kispesti kapuba lőtte a labdát, de les miatt Iványi játékvezető nem ítélt gólt, ami duplán fájt a csatárnak, akinek továbbra is várnia kell első bajnoki góljára. A hajrában Nwobodo fejese után a kapufa mentette meg a Honvédot a góltól, s a lefújásig sem változott az eredmény.
- A Budapest Honvéd 2016. július 16. óta nyeretlen az Újpest vendégeként, a két csapat legutóbbi hat bajnoki mérkőzéséből négy döntetlenre végződött.
- A lila-fehérek az OTP Bank Liga 2018–2019-es idényében az eddigi mérkőzéseik 66,66 százalékán döntetlent játszottak, azaz hatból négyen.
- Az Újpest és a Budapest Honvéd is másodszor maradt szerzett gól nélkül a bajnoki idényben.
- Gróf Dávid az első hét fordulóban ötször nem kapott gólt. Az Újpest másodszor nem kapott gólt ősszel bajnoki mérkőzésen.
- Az elmúlt két évben (2016. augusztus 21., a Gyirmót elleni mérkőzés óta) a kispestiek mindössze kétszer játszottak gól nélküli bajnoki mérkőzést. Mindkétszer 2018-ban, mindkétszer az Újpest ellen.
- Nebojsa Vignjevics csapata a legutóbbi 17 bajnoki mérkőzéséből négyen is 0–0-val zárt. Ez majdnem a mérkőzések egynegyede.
- A Honvéd 2017. február 18. óta nem tud fővárosi csapat ellen idegenbeli mérkőzést nyerni.[38]

Egy hét szünet, a magyar labdarúgó-válogatott két Nemzetek Ligája mérkőzése miatt (Finnország ellen idegenben 0–1; valamint Görögország ellen otthon 2–1) után folytatódik a bajnokság. Az Újpest eggyel kevesebb mérkőzést játszott, mivel a Videoton elleni összecsapásukat más időben rendezik meg. Hat mérkőzés után egy győzelemmel, négy döntetlennel és egy vereséggel a tabella hetedik helyén állnak. Eddigi egyetlen sikerüket a Kisvárda ellen érték el (hazai pályán 1–0), az MTK ellen pedig 2–0-ra kikaptak még az első fordulóban. A Haladás, a Paks, a Mezőkövesd és legutóbb a Budapest Honvéd ellen ikszeltek.
A DVSC és az Újpest szombaton 98. alkalommal mérkőzik meg egymással. A Loki 20-szor tudott nyerni és 31 döntetlen mellett 46-szor kikapott a fővárosiaktól. A gólarány 192–124 a lila-fehérek javára.
Az Újpesthez nyáron két játékos igazolt: a kongói Rosy Lubakit és a román Răzvan Horjt. Kölcsönbe érkezett a grúz Giorgi Beridze és a Budapest Honvédtól Lukács Dániel. Távozott Souleymane Diarra, Kálnoki Kis Dávid, Windecker József, míg kölcsönben Pávkovics Bence éppen a DVSC-hez, Tischler Patrik pedig a Budapest Honvédhoz igazolt.
| 8. forduló (1363. élvonalbeli mérkőzés) 2018. szeptember 15., szombat 17:00 (tv: M4 Sport) |

| Újpest                                                    | 1 – 0               | Debrecen   |
| --------------------------------------------------------- | ------------------- | ---------- |
| Nagy D. (1–0) 22' Zsótér 37' Burekovics 62' A. Diallo 90' | (1 – 0) Jegyzőkönyv | 37' Kinyik |

| Szusza Ferenc Stadion, Budapest Nézőszám: 2.595 Játékvezető: Farkas Ádám (magyar) Asszisztensek: Bornemissza Norbert és Csatári Tibor |

- Újpest: Pajovics — Pauljevics, Bojovics, Litauszki , Burekovics — Szankovics, Onovo — Nwobodo, Zsótér (Beridze  66'), Nagy D. (Balázs  74') — Novothny (A. Diallo  87')  • Fel nem használt cserék: Gundel-Takács (kapus), Cseke, Horj, Lukács • Vezetőedző: Nebojsa Vignjevics
- Debrecen: Nagy S. — Kusnyír, Kinyik, Szatmári, Barna — Ferenczi (Calvente  58'), Tőzsér  (Bereczki  76') — Bódi, Könyves (Csősz  szünetben), Varga K. — Takács • Fel nem használt cserék: Košický (kapus), Mészáros, Haris, Szécsi • Vezetőedző: Herczeg András

| Újpest | Debrecen |

A találkozó előtt egyperces gyászszünettel emlékeztek a hétfőn 74 évesen elhunyt Géczi Istvánra, a Ferencváros olimpiai ezüstérmes kapusára. Jó iramban kezdődött a mérkőzés, a hazaiak mezőnyfölényét a vendégek veszélyesebb két gólhelyzete kompenzálta. A 22. percben megszerezte a vezetést az Újpest: Nagy Dániel gondol egy merészet, és Zsótér passzát Kusnyír mellől kissé balról, 14 méterről jobbal a kapu hosszú, azaz bal felső sarkába tekeri; (1–0). A kapott gól megzavarta a vendégeket. A szünetig hátralévő időben a debreceniek semmilyen veszélyt nem jelentettek a kapura, de a játékot irányító újpestiek előtt sem adódott újabb gólszerzési lehetőség. A második játékrészben a Debrecen bátrabban futballozott, ám játékában nem volt benne a gól. A csapatok döntően a tizenhatosok között küzdöttek egymással. Az Újpest támadójátékát a lefújásig a kontrák jellemezték, akciók kidolgozása helyett inkább fegyelmezetten védekezett. Az Újpest immár hat forduló óta veretlen, a Debrecen pedig öt forduló óta nyeretlen a bajnokságban. A hajdúságiak legutóbbi hat találkozójukon nem tudtak győzni a Megyeri úton, az Újpest házigazdaként két döntetlen mellett negyedszer győzte le a DVSC-t.
| Csapat   | Labdabirtoklás | Lövés | Kaput találtlövés | Ebből gól | Szöglet | Szabálytalanság | Sárga lap | Piros lap | Passz | Sikeres passz | Párharc | Megnyert párharc |
| -------- | -------------- | ----- | ----------------- | --------- | ------- | --------------- | --------- | --------- | ----- | ------------- | ------- | ---------------- |
| Újpest   | 1851 mp (62%)  | 13    | 4 (31%)           | 1 (25%)   | 6       | 12              | 3         | 0         | 525   | 424 (81%)     | 199     | 101 (51%)        |
| Debrecen | 1113 mp (38%)  | 9     | 3 (33%)           | 0 (0%)    | 0       | 15              | 1         | 0         | 333   | 228 (68%)     | 199     | 98 (49%)         |

- Az Újpest megtörte döntetlenszériáját, augusztus 5. óta először nyert bajnoki mérkőzést.
- A lila-fehérek mindössze a hatodik góljukat szerezték a bajnoki szezonban, ezekből csak egyet lőtt támadó, Zsótér.
- Nagy Dániel már a második góljánál tart az idényben, az elsőt a Haladásnak lőtte Szombathelyen.
- Tovább tart a rossz sorozat: a DVSC 2013 novembere óta nyeretlen az Újpest ellen.
- A debreceniek a legutóbbi hat találkozójukon nem tudtak győzni a Megyeri úton, az Újpest házigazdaként két döntetlen mellett negyedszer győzte le a DVSC-t.
- Herczeg András együttese a harmadik fordulóban aratott győzelem óta, azóta immár öt mérkőzést játszva nyeretlen.
- A Loki az első öt fordulóban nyolc gólt szerzett, a legutóbbi háromban csupán egyet.[40]

A Ferencváros a listavezető, az Újpest a hetedik helyen áll, de a vesztett pontokat tekintve csak a Honvéd és a MOL Vidi előzi meg a Fradin kívül. A zöld-fehérek továbbra is veretlenek a bajnoki szezonban, a lila-fehérek egyetlen vereségüket még az idény legelején, az MTK ellen otthon szenvedték el. Mind a két csapat hat gólt kapott eddig (az újpesti védelem egy mérkőzéssel kevesebben), ugyanakkor a Ferencváros háromszor annyi gólt szerzett, mint a riválisa. A két csapat párharcára évtizedek óta az a jellemző, hogy kimenetelét nem nagyon befolyásolja az aktuális bajnoki helyezés, mindazonáltal az Újpest legutóbb 2015 decemberében, azt megelőzően pedig 2010 áprilisában tudott bajnoki mérkőzést nyerni a Ferencváros vendégeként. Ez lesz a két csapat történetének 224. bajnoki összecsapása, a zöld-fehérek 102 sikerrel rendelkeznek, 61 döntetlen és 61 újpesti győzelem mellett.
| 9. forduló 2018. szeptember 29., szombat 19:30 (tv: M4 Sport) |

| Ferencváros                                   | 1 – 0               | Újpest        |
| --------------------------------------------- | ------------------- | ------------- |
| Lanzafame (1–0) 58' Leandro 38' Lanzafame 59' | (0 – 0) Jegyzőkönyv | 26' Litauszki |

| Groupama Aréna, Budapest Nézőszám: 20.675 Játékvezető: Andó-Szabó Sándor (magyar) Asszisztensek: Ring György és Georgiou Theodoros |

- Újpest: Pajovics — Pauljevics, Bojovics, Litauszki , Burekovics — Nwobodo, Szankovics (Balázs  76'), Onovo, Beridze (Lukács  63') — Zsótér — Novothny • Fel nem használt cserék: Gundel-Takács (kapus), Szűcs, Cseke, Horj • Vezetőedző: Nebojsa Vignyevics
- Ferencváros: Dibusz — Lovrencsics G., Blažič, Leandro , Heister — Sigér, Szpirovszki — Varga R. (Frimpong  87'), Bőle (Böde  79'), Petrjak — Lanzafame (Gorriarán  76') • Fel nem használt cserék: Holczer (kapus), Finnbogason, Rodríguez, Koch • Vezetőedző: Szerhij Rebrov

| Ferencváros | Újpest |

A kezdőrúgás előtt Géczi Istvánra, a Ferencváros legendás kapusára emlékeztek, aki több mint ötszáz mérkőzésen védte a zöld-fehérek kapuját, és tagja volt az 1965-ban VVK-győztes csapatnak is. A két szurkolótábor gyönyörű, az egész stadiont elborító élőképpel fogadta a csapatokat. A Ferencváros azonnal nekiesett riválisának és Davide Lanzafame révén már a negyedik percben helyzetbe került. A lendület ugyanakkor gyorsan alábbhagyott, az első félidő jelentős részét rengeteg, a szurkolókat is bosszantó technikai hiba és eladott labda jellemezte, emiatt nem igazán alakult ki folyamatos játék. A legnagyobb lehetőséget a lila-fehérek dolgozták ki a 37. percben, gyakorlatilag az első értékelhető újpesti támadás fejeződhetett volna be góllal, de Dibusz Dénes lábbal hárította Zsótér Donát közeli próbálkozását. A fordulást követően is a hazaiak irányították a mérkőzést, és az 58. percben góllá érett a fölényük: Bőle bal oldali beadása nagyon üresen találja középen Davide Lanzafamét, aki jobbal, 14 méterről félmagasan a bal sarokba nyeste a labdát; (1–0). Az Újpest hátrányban sem tudott újítani, szinte csak a vendég térfélen zajlott a játék. Böde Dániel a pályára lépését követő első labdaérintésből helyzetbe került, de nem tudta lezárni az összecsapást. Az újpestiek a hajrában sem jelentették veszélyt a hazaiak kapujára, így a Ferencváros magabiztosan tartotta otthon a három pontot.
| Csapat      | Labdabirtoklás | Lövés | Kaput találtlövés | Ebből gól | Szöglet | Szabálytalanság | Sárga lap | Piros lap | Passz | Sikeres passz | Párharc | Megnyert párharc |
| ----------- | -------------- | ----- | ----------------- | --------- | ------- | --------------- | --------- | --------- | ----- | ------------- | ------- | ---------------- |
| Ferencváros | 1487 mp (48%)  | 19    | 12 (63%)          | 1 (8%)    | 11      | 18              | 2         | 0         | 477   | 383 (80%)     | 168     | 85 (51%)         |
| Újpest      | 1598 mp (52%)  | 3     | 1 (33%)           | 0 (0%)    | 1       | 23              | 1         | 0         | 452   | 354 (78%)     | 168     | 83 (49%)         |

- A Ferencváros továbbra is veretlen a bajnokságban, legutóbb 2015 őszén várhatta a tizedik fordulót vereség nélkül.
- Szerhij Rebrov irányításával négy bajnoki mérkőzést játszott eddig a listavezető, a MOL Vidi elleni hazai 2-2 mellett a további három meccset mind kivétel nélkül 1-0-ra megnyerte.
- Davide Lanzafame augusztus 11. óta először szerzett gólt a bajnokságban. Tavaly ősszel, természetesen még a Budapest Honvéd színeiben, két bajnoki meccsen is lőtt gólt a lila-fehéreknek. 2016 őszén is bevette az Újpest kapuját. Még soha nem veszített bajnoki mérkőzést Nebojsa Vignjevics csapata ellen.
- A két csapat legutóbbi hat egymás elleni összecsapásából az Újpesten ötön nem tudott gólt szerezni.
- A lila-fehérek az idényben először kaptak ki vendégként bajnoki találkozón.
- Az újpestiek csak fővárosi csapattól kaptak ki eddig az OTP Bank Liga 2018–2019-es idényében, az első fordulóban az MTK győzte le őket.
- Nebojsa Vignyevics együttese az utóbbi időben kevés gólt hozó mérkőzéseket játszik. Az elmúlt hat fordulóban egyetlen mérkőzésén sem szerzett egyik csapat sem legalább két gólt.[42]

| 10. forduló 2018. október 6., szombat 17:00 |

| Újpest                                                            | 2 – 0               | Puskás Akadémia           |
| ----------------------------------------------------------------- | ------------------- | ------------------------- |
| Nwobodo (1–0) 52' Novothny (2–0) 73' Novothny 86' Risztevszki 87' | (0 – 0) Jegyzőkönyv | 26' Spandler 60' Varga J. |

| Szusza Ferenc Stadion, Budapest Nézőszám: 1.799 Játékvezető: Erdős József (magyar) Asszisztensek: Berettyán Péter és Király Krisztián |

- Újpest: Pajovics — Balázs, Risztevszki, Bojovics, Burekovics — Szankovics, Onovo — Nwobodo, Zsótér (Lukács  83'), Beridze (Pauljevics  71') — Novothny (Mohl  90+3' • Fel nem használt cserék: Gundel-Takács (kapus), Szűcs, Litauszki, Horj • Vezetőedző: Nebojsa Vignjevics
- Puskás Akadémia: Danilovics — Osváth, Hegedűs J., Heris, Spandler, Balogh B. — Mioč, Varga J. (Urblík  61'), Kiss T. (De Jesus  65'), Vlasko (Bokros  76') — Arabuli • Fel nem használt cserék: Hegedüs L. (kapus), Radó, Szolnoki, Latifi • Vezetőedző: Benczés Miklós

| Újpest | Puskás Ak. |

Az első félidőben a hazaiak irányították a mérkőzést, de helyzetet sokáig nem tudtak kialakítani. Az Újpest húsz perc elteltével szabadrúgásokból és szögletekből keltett némi zavart a felcsúti kapu előtt, majd a szünet előtt Zsótér és Beridze már akcióból is veszélyeztette Danilovic kapuját. A Puskás Akadémia a kezdés után öt percig vállalta fel a nyílt játékot, utána csak a védekezésre koncentrált, támadó játéka rendkívül erőtlen volt: a vendégjátékosok alig tudták átvinni a labdát a hazai térfélre, ahol aztán gyorsan el is veszítették azt. Gyors újpesti góllal kezdődött a második játékrész: az 52. percben Zsótér passzával tört kapura Obinna Nwobodo, okosan jobbal 10-ről a kapu bal alsó sarkába lőtt, a vetődő kapus alatt; (1–0). A gól után a felcsútiak bátrabb játékra kényszerültek. A Puskás Akadémia helyzet nélküli mezőnyfölényre tett szert, az Újpest azonban megduplázta előnyét: a 73. percben Nwobodo jobbról laposan remekül tekert középre, az ötösről Novothny Soma ezt már nem hibázta el, jobbal a bal alsóba lőtt, bevetődve, Heris mellől; (2–0). A hazai csapat a lefújásig magabiztosan tartotta távol kapujától ellenfelét.
| Csapat     | Labdabirtoklás | Lövés | Kaput találtlövés | Ebből gól | Szöglet | Szabálytalanság | Sárga lap | Piros lap | Passz | Sikeres passz | Párharc | Megnyert párharc |
| ---------- | -------------- | ----- | ----------------- | --------- | ------- | --------------- | --------- | --------- | ----- | ------------- | ------- | ---------------- |
| Újpest     | 1838 mp (52%)  | 13    | 3 (23%)           | 1 (33%)   | 4       | 13              | 2         | 0         | 508   | 414 (81%)     | 155     | 85 (55%)         |
| Puskás Ak. | 1679 mp (48%)  | 9     | 1 (11%)           | 0 (0%)    | 4       | 19              | 2         | 0         | 436   | 337 (77%)     | 155     | 70 (45%)         |

- Az Újpest pályaválasztóként négy döntetlen és két vereség után először győzte le a Puskás Akadémiát.
- A vendégek az előző idényben mindhárom bajnoki párharcukat megnyerték a lilák ellen, és 2015 májusa óta veretlenek voltak Nebojsa Vignjevics csapata ellen. Mostanáig.
- Az Újpest április 14. óta először aratott kétgólos hazai győzelmet az OTP Bank Ligában. Akkor a Vasast verte meg 4-2-re.
- Obinna Nwobodo 2017 őszén és most is első szezonbeli bajnoki gólját a Puskás Akadémia ellen lőtte.
- Novothny Soma először szerzett gólt a 2018–2019-es bajnoki idényben. Obinna eddig négy gólt szerzett a magyar élvonalban, a legutóbbi három alkalommal, ha ő a kapuba talált, Novothny is szerzett gólt.
- A Puskás Akadémia sorozatban negyedszer veszített idegenben.
- Benczés Miklós csapata két megnyert mérkőzés után kapott ki ismét.[44]

A legutóbbi szezonban az Újpest, a 2016–2017-esben a Diósgyőr maradt veretlen ebben a párharcban. 2012 és 2016 között jellemzően a pályaválasztó megnyerte a maga mérkőzését (kettő kivételével). A DVTK az utolsó előtti helyen áll, a legutóbbi három fordulóban nem szerzett pontot. Pályaválasztóként legutóbb kikapott a MOL Viditől, ez volt az első veresége otthon a Mezőkövesd elleni, tavaszi pályaavató óta. A teljes mezőnyből a legkevesebb gólt szerezte eddig 2018 őszén. Az Újpest a nyolcadik helyen áll, de ugyanannyi pontot veszített, mint a negyedik Paks. Vendégként legutóbb kikapott a Ferencvárostól a Groupama Arénában, de jellemzően a döntetlenek csapata: március 10. óta kilenc idegenbeli meccséből haton „Ikszelt”. Azóta nyerni csak Mezőkövesden tudott.
| 11. forduló 2018. október 20., szombat 17:00 |

| Diósgyőr                                                          | 1 – 2               | Újpest                                                           |
| ----------------------------------------------------------------- | ------------------- | ---------------------------------------------------------------- |
| Márkvárt (1–0) 58' Brkovics 45' Tóth Barnabás 75' Sesztakov 90+3' | (0 – 0) Jegyzőkönyv | 75' (1–1) Beridze 89' (1–2) Beridze 52' Bojovics 66' Risztevszki |

| DVTK-stadion, Diósgyőr Nézőszám: 3.940 Játékvezető: Bognár Tamás (magyar) Asszisztensek: Buzás Balázs és Kóbor Péter |

- Újpest: Pajovics — Balázs, Bojovics, Risztevszki, Burekovics — Szankovics, Onovo  — Nwobodo, Zsótér (Lukács  66'), Beridze (Mohl  90+3') — Novothny (Pauljevics  85') • Fel nem használt cserék: Gundel-Takács (kapus), Litauszki, Horj, Lubaki • Vezetőedző: Nebojsa Vignjevics
- Diósgyőr: Antal — Brkovics, Karan, Tamás M. (Hasani  90+3') — Sesztakov, Tóth Barnabás, Márkvárt, Tajti (Mazalović  73'), Juhar — Mazalović (Vernes  62'), Bacsa  • Fel nem használt cserék: Radoš (kapus), Tóth Borisz, Nagy, Polgár • Vezetőedző: Fernando Fernandez

| Diósgyőr | Újpest |

A vendégek kezdték aktívabban a mérkőzést, többnyire a Diósgyőr térfelén folyt a játék, a hazaiak szórványos - és jobbára veszélytelen - ellentámadásokkal próbálkoztak. Az idő előrehaladtával nem változott a játék képe, de Juhar hajrában lőtt kapufáját leszámítva nagy helyzet egyik kapu előtt sem alakult ki. A szünet után nem sokkal, egy remekül kijátszott támadás végén vezetéshez jutott a DVTK, amely a folytatásban is inkább kontrákkal próbálkozott, de ezek kivitelezésébe rendre hiba csúszott. A labdát továbbra is többet birtokló Újpest játékából ugyan hiányzott az átütőerő, egy védelmi hibát kihasználva azonban sikerült egyenlítenie. Egyik fél sem elégedett meg a döntetlennel, a hajrában mindkét csapat igyekezett megszerezni a győztes gólt, s ez végül - egy újabb nagy védelmi hibát követően - a vendégeknek jött össze. A hazaiak immár hat meccs óta nyeretlenek, a fővárosiaknak pedig ez volt a szezonbeli első idegenbeli sikerük.
| Csapat   | Labdabirtoklás | Lövés | Kaput találtlövés | Ebből gól | Szöglet | Szabálytalanság | Sárga lap | Piros lap | Passz | Sikeres passz | Párharc | Megnyert párharc |
| -------- | -------------- | ----- | ----------------- | --------- | ------- | --------------- | --------- | --------- | ----- | ------------- | ------- | ---------------- |
| Diósgyőr | 1300 mp (39%)  | 12    | 1 (8%)            | 1 (100%)  | 4       | 13              | 3         | 0         | 376   | 307 (82%)     | 177     | 78 (44%)         |
| Újpest   | 2046 mp (61%)  | 15    | 4 (27%)           | 2 (50%)   | 8       | 6               | 2         | 0         | 599   | 534 (89%)     | 177     | 99 (56%)         |

- Az Újpest immár négy mérkőzés óta veretlen a Diósgyőr ellen.
- A lila-fehérek a legutóbbi két fordulóban hat pontot szereztek, rajtuk kívül ezt csak a Mezőkövesd állíthatja magáról.
- Nebojsa Vignjevics együttese a nyolcadik, de ha megnyerné a MOL Vidi elleni elhalasztott meccsét harmadik lenne.
- Giorgi Beridze a hetedik mérkőzését játszotta a magyar élvonalban, először szerzett gólt. Rögtön kettőt.
- A Diósgyőr sorozatban negyedszer kapott ki. Március vége óta húsz bajnoki mérkőzéséből tizennégyet elbukott.
- A borsodi piros-fehérek először kaptak ki két egymást követő mérkőzésükön az új stadionban.
- Márkvárt Dávid az első gólját lőtte az OTP Bank Liga 2018–2019-es szezonjában. Az előző idényben egy gólig jutott, még a Puskás Akadémia játékosaként, azt is az Újpestnek lőtte.[46]

### Második kör
Az első fordulóban az újonc MTK alaposan meglepte a lila-fehéreket a Megyeri úton. Azóta is elsősorban az idegenbeli mérkőzésein sikeres, azoknak köszönheti előkelő helyezését. Pályaválasztóként eddig csak a Diósgyőrt győzte le még a 4. fordulóban, a legutóbbi két meccse döntetlenre végződött (a 9. fordulóban a Mezőkövesd ellen 2–2 és a 11. fordulóban a Honvéd ellen 1–1). Az Újpest a legutóbbi két fordulóban nyert (a Puskás Akadémia ellen 2–0 hazai pályás és 2–1 a Diósgyőr ellen idegenben), sőt a legutóbbi négyben kilenc pontot szerzett. A nyolcadik helyen áll, de egy mérkőzéssel kevesebb játszott az MTK-nál, a vesztett pontokat tekintve jobban áll. Idegenben legutóbb győzött a Diósgyőr ellen, lezárva egy három mérkőzésből álló nyeretlenségi szériát.
Amikor legutóbb az Új Hidegkuti Nándor stadionban játszott a két gárda, fantasztikus kupamérkőzést láthattak a szurkolók: ugyan 3-2-re az MTK nyert, de ennek az eredménynek mégis az Újpest örülhetett, hiszen idegenben lőtt több góllal ők jutottak tovább. Az eddigi 215 Újpest–MTK bajnoki összecsapás teljesen egyenlő mérleget mutat, ugyanis mind a két együttes 81–81 győzelemmel büszkélkedhet az 53 döntetlen mellett. Az élvonalban első alkalommal 1905. április 2-án találkozott a két együttes, a Millenárison megrendezett bajnoki találkozón nagy csatában az MTK szerezte meg a három pontot (MTK-Újpest: 2–1). Az első újpesti győzelem 1910-ben született, a Hungária körúton 2–0-ra győztek a lila-fehérek. Az MTK-nál Feczkó Tamás vezetőedző nem számíthat az operáció után lábadozó Korozmán Kevin, az ideggyulladás miatt pihenő George Ikenne-King Patrick, a lábközépcsonttörése miatt megműtött Deutsch Bence, az izomhúzódással bajlódó Jevgen Szelin, illetve az öt sárga lapja miatt eltiltott Kanta József játékára.
| 12. forduló 2018. október 27., szombat 14:30 (tv: M4 Sport) |

| MTK Budapest                                       | 1 – 0               | Újpest      |
| -------------------------------------------------- | ------------------- | ----------- |
| Bognár (1–0) 17' (11-esből) Gera D. 35' Lencse 70' | (1 – 0) Jegyzőkönyv | 24' Nwobodo |

| Új Hidegkuti Nándor stadion, Budapest Nézőszám: 3.093 Játékvezető: Iványi Zoltán (magyar) Asszisztensek: Albert István és Becséri Gergely |

- Újpest: Pajovics — Risztevszki, Nwobodo, Zsótér (Mohl  76'), Szankovics — Bojovics, Balázs B. , Onovo, Pauljevics — Beridze, Novothny (Lukács  70') • Fel nem használt cserék: Gundel-Takács (kapus), Szűcs, Litauszki, Horj, Lubaki • Vezetőedző: Nebojsa Vignyevics
- MTK Budapest: Kicsak — Baki, Balogh, Pintér, Katona — Vass Á. — Gera D. (Vass P.  42'), Bognár, Schäfer, Farkas II. (Vogyicska  62') — Torghelle  (Lencse  69') • Fel nem használt cserék: Horváth L. (kapus), Gengeliczki, Takács R., Kulcsár T. • Vezetőedző: Feczkó Tamás

| MTK | Újpest |

- Az MTK hetes bajnoki veretlenségi sorozatban van az Újpest ellen (3 győzelem, 4 döntetlen)
- Legutóbb 2015-ben veszített NB I-es mérkőzést az MTK a negyedik kerületiekkel szemben, a Megyeri úton 1–0-ra.
- Ilyen hosszú veretlen bajnoki szériája az MTK-nak 1937–1940 (szintén 7 meccs) óta nem volt az Újpest ellen.
- Az első félidei eredmények alapján az MTK a legjobban kezdő csapat a mezőnyben (11 mérkőzéséből hatszor vezetett félidőben, egyszer állt döntetlenre, négyszer került hátrányba).
- Az Újpest „lassú kezdő”, a liláknál csak a DVTK és a Haladás első félidei eredményei rosszabbak.

A 17. percben büntetőhöz jutott a hazai együttes: Torghelle mutatta magát a tizenhatoson belül, és Gera Dániel passzából kapura tört volna, de Bojovics felvágta. Bognár István állt a labda mögé, és jobbal a bal oldalra vetődő kapust becsapva a jobb alsóba lőtt; (1–0).

### November
Mind a két csapat veszített az előző fordulóban. Az Újpest pályaválasztóként az első fordulóban kikapott az MTK-tól – attól a csapattól, amely az előző fordulóban is legyőzte –, de azóta immár öt mérkőzést játszott otthon veretlenül, s mindössze egy gólt kapott. A Haladás gyenge formában van, a legutóbbi öt fordulóban nem szerzett pontot. A legutóbbi nyolc bajnoki találkozóján 23 pontot veszített. Vendégként hasonló a mérlege, április 14. óta egyszer, Debrecenből tért haza szerzett ponttal. 2013 óta nem nyert az Újpest vendégeként. 
| 13. forduló 2018. november 3., szombat 17:00 |

| Újpest                                      | 2 – 0               | Swietelsky Haladás                         |
| ------------------------------------------- | ------------------- | ------------------------------------------ |
| Balázs 71' Obinna 81' Onovo 54' Bojović 74' | (0 – 0) Jegyzőkönyv | 56' Mészáros 59' Kovács 70' Tamás 70' Gaál |

| Szusza Ferenc Stadion, Budapest Nézőszám: 2 350 Játékvezető: Karakó Ferenc (magyar) Asszisztensek: Varga Gábor és Garai Péter |

| Újpest | Haladás |

- Újpest: Pajovics — Risztevszki, Nwobodo, Zsótér (Szűcs  90+2'), Szankovics — Bojovics, Balázs B. , Onovo, Bureković — Beridze (Pauljević  90'), Novothny • Fel nem használt cserék: Banai (kapus), Litauszki, Horj, Lubaki, Mohl • Vezetőedző: Nebojsa Vignyevics
- Haladás: Rózsa — Kolčák, Jagodics, Tamás, Habovda — Ofosu (Rácz  57'), Kovács, Dausvili (Jancsó  46', Mészáros (Bamgboye  81') — Priskin, Gaál • Fel nem használt cserék: Király (kapus), Schimmer, Németh, Petró • Vezetőedző: Horváth Ferenc

| Csapat  | Labdabirtoklás | Lövés | Kaput találtlövés | Ebből gól | Szöglet | Szabálytalanság | Sárga lap | Piros lap | Passz | Sikeres passz | Párharc | Megnyert párharc |
| ------- | -------------- | ----- | ----------------- | --------- | ------- | --------------- | --------- | --------- | ----- | ------------- | ------- | ---------------- |
| Újpest  | 1940 mp (65%)  | 19    | 6 (31,5%)         | 2 (33,4%) | 8       | 22              | 2         | 0         | 637   | 544 (85,4%)   | 175     | 87 (50%)         |
| Haladás | 1033 mp (35%)  | 6     | 2 (33,4%)         | 0 (0%)    | 2       | 17              | 4         | 0         | 305   | 226 (74%)     | 175     | 88 (50%)         |

| 14. forduló 2018. november 10. 17:00 |

| Kisvárda Master Good                     | 1 – 4               | Újpest                                                      |
| ---------------------------------------- | ------------------- | ----------------------------------------------------------- |
| Lucas 31' Bériosz 34' Vári 77' Sassá 90' | (1 – 1) Jegyzőkönyv | 42' Novothny 50' Izing 76' Novothny 86' Novothny 36' Obinna |

| Várkerti Stadion, Kisvárda Nézőszám: 2 280 Játékvezető: Németh Ádám (magyar) Asszisztensek: Szert Balázs és Szalai Balázs |

- Kisvárda: Felipe — Izing, Bériosz, Vári, Protić — Lucas , Mitošević (Melnik  79') — Sassá, Milevszkij (Mišić  71') — Negruț (Horváth  60') • Fel nem használt cserék: Mincă (kapus), Lukjancsuk, Karaszjuk • Vezetőedző: Dajka László
- Újpest: Pajovics — Bureković, Risztevszki, Bojović, Balázs  — Onovo, Sanković — Beridze (Pauljević  84'), Zsótér (Lukács  87'), Obinna (Lubaki  90+1') — Novothny • Fel nem használt cserék: Gundel-Takács (kapus), Litauszki, Horj, Mohl • Vezetőedző: Nebojsa Vignyevics

| 15. forduló 2018. november 24. 17:00 |

| Újpest                  | 1 — 1               | Paks                                      |
| ----------------------- | ------------------- | ----------------------------------------- |
| Beridze 61' Bojović 86' | (0 — 0) Jegyzőkönyv | 84' Bartha 27' Fejes 47' Papp 52' Kulcsár |

| Szusza Ferenc Stadion, Budapest Nézőszám: 1 435 Játékvezető: Solymosi Péter (magyar) Asszisztensek: Berettyán Péter és Farkas Balázs |

- Újpest: Pajovics — Pauljević, Bureković, Risztevszki, Bojović — Onovo, Sanković — Beridze, Zsótér (Diallo  82'), Obinna (Balázs  85') — Novothny (Nagy  62') • Fel nem használt cserék: Gundel-Takács (kapus), Litauszki, Horj, Lukács • Vezetőedző: Nebojsa Vignyevics
- Paks: Rácz G. — Báló , Fejes, Gévay, Kulcsár — Egerszegi, Bertus (Bartha  70'), Haraszti, Papp — Remili (Simon A.  59'), Hahn (Vági  90+1') • Fel nem használt cserék: Nagy G. (kapus), Horváth P., Kővári, Lenzsér • Vezetőedző: Csertői Aurél

| Csapat | Labdabirtoklás | Lövés | Kaput találtlövés | Ebből gól | Szöglet | Szabálytalanság | Sárga lap | Piros lap | Passz | Sikeres passz | Párharc | Megnyert párharc |
| ------ | -------------- | ----- | ----------------- | --------- | ------- | --------------- | --------- | --------- | ----- | ------------- | ------- | ---------------- |
| Újpest | 1895 mp (62%)  | 16    | 5 (31,25%)        | 1 (20%)   | 15      | 12              | 1         | 0         | 557   | 470 (84,4%)   | 182     | 94 (52%)         |
| Paks   | 1150 mp (38%)  | 6     | 2 (33,4%)         | 1 (50%)   | 5       | 11              | 3         | 0         | 352   | 273 (77,6%)   | 182     | 88 (48%)         |

### December
| 16. forduló 2018. december 1. 17:00 |

| Mezőkövesd–Zsóry | 0 – 0       | Újpest                      |
| ---------------- | ----------- | --------------------------- |
| Dražić 54'       | Jegyzőkönyv | 51' Beridze 61' Risztevszki |

| Városi stadion, Mezőkövesd Nézőszám: 1 256 Játékvezető: Berke Balázs (magyar) Asszisztensek: Szert Balázs és Varga Gábor |

- Mezőkövesd: Szappanos — Farkas, Szalai, Pillár, Silye — Cseri (Mevoungou  82', Meszhi, Vadnai — Vajda (Szakály  90+1', Molnár, Dražić • Fel nem használt cserék: Dombó (kapus), Varjas L., Varjas Z., Hudák, Földi • Vezetőedző: Kuttor Attila
- Újpest: Pajovics — Risztevszki, Litauszki , Pauljević, Bureković — Onovo, Sanković — Beridze (Diallo  90+2', Zsótér (Lukács  62'), Obinna (Nagy  67') — Novothny • Fel nem használt cserék: Gundel-Takács (kapus), Horj, Balázs, Lubaki • Vezetőedző: Nebojsa Vignyevics

| Csapat     | Labdabirtoklás | Lövés | Kaput találtlövés | Ebből gól | Szöglet | Szabálytalanság | Sárga lap | Piros lap | Passz | Sikeres passz | Párharc | Megnyert párharc |
| ---------- | -------------- | ----- | ----------------- | --------- | ------- | --------------- | --------- | --------- | ----- | ------------- | ------- | ---------------- |
| Mezőkövesd | 1583 mp (46%)  | 12    | 6 (50%)           | 0 (0%)    | 3       | 6               | 1         | 0         | 499   | 423 (84,7%)   | 147     | 62 (42%)         |
| Újpest     | 1889 mp (54%)  | 15    | 4 (26,7%)         | 0 (0%)    | 3       | 15              | 2         | 0         | 594   | 498 (83,8%)   | 147     | 85 (58%)         |

| 17. forduló 2018. december 8. 19:30 |

| Újpest                                                       | 2 – 0               | MOL Vidi                            |
| ------------------------------------------------------------ | ------------------- | ----------------------------------- |
| Novothny 26' Obinna 33' Litauszki 81' Onovo 81' Novothny 84' | (2 – 0) Jegyzőkönyv | 30' Šćepović 47' Pátkai 81' Milanov |

| Szusza Ferenc Stadion, Budapest Nézőszám: 1 675 Játékvezető: Farkas Ádám (magyar) Asszisztensek: Kóbor Péter és Vígh-Tarsonyi Gergő |

- Újpest:  Pajovics — Risztevszki, Litauszki , Pauljević, Balázs — Onovo, Sanković — Beridze (Nagy  90', Zsótér (Diallo  79'), Obinna (Lukács  90+3') — Novothny • Fel nem használt cserék: Gundel-Takács (kapus), Horj, Bureković, Lubaki • Vezetőedző: Nebojsa Vignyevics
- Vidi: Kovácsik — Stopira, Vinícius, Juhász R. , Fiola (Kovács I.  66') — Pátkai (Nikolov  55'), Hadžić, Nego —  Milanov, Šćepović, Huszti (Hodžić  55') • Fel nem használt cserék: Tujvel (kapus), Berecz, Tamás, Tóth • Vezetőedző: Marko Nikolić

| Csapat | Labdabirtoklás | Lövés | Kaput találtlövés | Ebből gól | Szöglet | Szabálytalanság | Sárga lap | Piros lap | Passz | Sikeres passz | Párharc | Megnyert párharc |
| ------ | -------------- | ----- | ----------------- | --------- | ------- | --------------- | --------- | --------- | ----- | ------------- | ------- | ---------------- |
| Újpest | 1588 mp (51%)  | 10    | 4 (40%)           | 2 (50%)   | 6       | 20              | 3         | 0         | 451   | 367 (81,3%)   | 172     | 95 (55%)         |
| Vidi   | 1545 mp (49%)  | 9     | 3 (33,3%)         | 0 (0%)    | 3       | 14              | 3         | 0         | 464   | 390 (84,0%)   | 172     | 77 (45%)         |

| 18. forduló 2018. december 15. 19:30 |

| Budapest Honvéd                                 | 2 – 2               | Újpest                                                         |
| ----------------------------------------------- | ------------------- | -------------------------------------------------------------- |
| Holender 43' (11-esből) Tischler 89' Škvorc 38′ | (1 – 0) Jegyzőkönyv | 47' Beridze 64' Novothny 42' Pajović 78' Sanković 90+1' Balázs |

| Új Hidegkuti Nándor Stadion, Budapest Nézőszám: 1 891 Játékvezető: Solymosi Péter (magyar) Asszisztensek: Berettyán Péter és Szert Balázs |

| Honvéd | Újpest |

- Honvéd: Gróf — Kamber , Batik, Škvorc — Heffler, Hidi (Lovrić  69'), Gazdag (Májer  82'), Nagy G., Baráth — N’Gog (Tischler  82'), Holender • Fel nem használt cserék: Berla (kapus), Bamba, Banó-Szabó, Kukoč • Vezetőedző: Supka Attila
- Újpest: Pajovics — Pauljevics, Litauszki , Risztevszki, Balázs — Szankovics, Onovo — Beridze (Nagy D.  87'), Sanković, Zsótér (A. Diallo  82'), Nwobodo — Novothny • Fel nem használt cserék: Gundel-Takács (kapus), Mohl, Horj, Lubaki, Lukács • Vezetőedző: Nebojsa Vignjevics

| Csapat | Labdabirtoklás | Lövés | Kaput találtlövés | Ebből gól | Szöglet | Szabálytalanság | Sárga lap | Piros lap | Passz | Sikeres passz | Párharc | Megnyert párharc |
| ------ | -------------- | ----- | ----------------- | --------- | ------- | --------------- | --------- | --------- | ----- | ------------- | ------- | ---------------- |
| Honvéd | 1282 mp (39%)  | 11    | 3 (27%)           | 2 (68%)   | 5       | 9               | 0         | 1         | 357   | 291 (82%)     | 134     | 62 (46%)         |
| Újpest | 2033 mp (61%)  | 13    | 4 (31%)           | 2 (50%)   | 4       | 21              | 3         | 0         | 628   | 546 (87%)     | 134     | 72 (54%)         |

### Február
| 19. forduló 2019. február 2. |

| Debrecen | – | Újpest |
| -------- | - | ------ |
|          |   |        |

|  |

| 20. forduló 2019. február 9. |

| Újpest | – | Ferencváros |
| ------ | - | ----------- |
|        |   |             |

| Részletek |

| 21. forduló 2019. február 16. |

| Puskás Akadémia | – | Újpest |
| --------------- | - | ------ |
|                 |   |        |

|  |

| 22. forduló 2019. február 23. |

| Újpest | – | Diósgyőr |
| ------ | - | -------- |
|        |   |          |

|  |

### Március
| 23. forduló 2019. március 2. |

| Újpest | –   | MTK Budapest |
| ------ | --- | ------------ |
|        | (–) |              |

|  |

| 24. forduló 2019. március 9. |

| Swietelsky Haladás | –   | Újpest |
| ------------------ | --- | ------ |
|                    | (–) |        |

|  |

| 25. forduló 2019. március 16. |

| Újpest | –   | Kisvárda Master Good |
| ------ | --- | -------------------- |
|        | (–) |                      |

|  |

| 26. forduló 2019. március 30. |

| Paks | –   | Újpest |
| ---- | --- | ------ |
|      | (–) |        |

|  |

### Április
| 27. forduló 2019. április 6. 17:00 |

| Újpest                           | 2 – 1           | Mezőkövesd–Zsóry |
| -------------------------------- | --------------- | ---------------- |
| Traoré 85' (11-esből) Zsótér 86' | (–) Jegyzőkönyv | 22' Dražić       |

| Szusza Ferenc Stadion, Budapest Nézőszám: 2 288 Játékvezető: Solymosi Péter (magyar) Asszisztensek: Albert István és Medovarszki János |

- Újpest:  Pajovics — Risztevszki, Litauszki , Pauljević, Bureković — Diallo (Onovo  46'), Sanković — Rácz, Nagy (Zsótér  46'), Obinna (Beridze  12') — Traoré • Fel nem használt cserék: Banai (kapus), Bojović, Balázs, Solomon, • Vezetőedző: Nebojsa Vignyevics
- Mezőkövesd: Szappanos — Silye, Katanec, Szalai , Farkas — Moutari (Vajda  86') , Szeles (Bertus  66'), Meszhi —  Molnár, Iszlai, Dražić • Fel nem használt cserék: Dombó (kapus), Eperjesi, Pekár, Koszta, Dragóner • Vezetőedző: Kuttor Attila

| Csapat     | Labdabirtoklás | Lövés | Kaput találtlövés | Ebből gól | Szöglet | Szabálytalanság | Sárga lap | Piros lap | Passz | Sikeres passz | Párharc | Megnyert párharc |
| ---------- | -------------- | ----- | ----------------- | --------- | ------- | --------------- | --------- | --------- | ----- | ------------- | ------- | ---------------- |
| Újpest     | 1883 mp (58%)  | 13    | 5 (39%)           | 2 (40%)   | 6       | 19              | 3         | 0         | 534   | 427 (80%)     | 165     | 90 (55%)         |
| Mezőkövesd | 1388 mp (42%)  | 11    | 2 (18%)           | 1 (50%)   | 3       | 12              | 4         | 0         | 393   | 307 (78%)     | 165     | 75 (45%)         |

| 28. forduló 2019. április 13. szombat 19:30 (M4 Sport) |

| MOL Vidi                                                      | 2 – 1               | Újpest                                                      |
| ------------------------------------------------------------- | ------------------- | ----------------------------------------------------------- |
| Hodžić 17' Futács 71' Kovács I. 32' Juhász R. 46' Stopira 70' | (1 – 0) Jegyzőkönyv | 64' Zsótér 23' Kovács L. 42' Zsótér 52' Bureković 75' Onovo |

| MOL Aréna Sóstó, Székesfehérvár Nézőszám: 4 457 Játékvezető: Iványi Zoltán (magyar) Asszisztensek: Tóth II. Vencel és Berettyán Péter |

- Vidi:  Kovácsik — Stopira, Vinícius, Juhász R. , Nego — Huszti, Elek (Futács  69'), Pátkai — Kovács I., Hodžić (Nikolov  81'), Milanov (Hadžić  21'), • Fel nem használt cserék: Tujvel (kapus), Szabó B., Tamás, Hadžić, • Vezetőedző: Marko Nikolić
- Újpest:  Pajovics — Risztevszki, Litauszki , Balázs, Bureković (Nagy  70') — Onovo, Sanković — Kovács L. (Rácz  46'), Pauljević, Zsótér — Traoré (Solomon  87') • Fel nem használt cserék: Banai (kapus), Bojović, Beridze,Diallo, • Vezetőedző: Nebojsa Vignyevics

| Csapat | Labdabirtoklás | Lövés | Kaput találtlövés | Ebből gól | Szöglet | Szabálytalanság | Sárga lap | Piros lap | Passz | Sikeres passz | Párharc | Megnyert párharc |
| ------ | -------------- | ----- | ----------------- | --------- | ------- | --------------- | --------- | --------- | ----- | ------------- | ------- | ---------------- |
| Vidi   | 1267 mp (41%)  | 14    | 6 (43%)           | 2 (33%)   | 4       | 11              | 3         | 0         | 407   | 319 (78%)     | 158     | 76 (48%)         |
| Újpest | 1829 mp (59%)  | 14    | 5 (36%)           | 1 (20%)   | 5       | 20              | 4         | 0         | 581   | 494 (85%)     | 158     | 82 (52%)         |

| 29. forduló 2019. április 20. 17:00 (tv:M4 Sport |

| Újpest                              | 0 – 0               | Budapest Honvéd |
| ----------------------------------- | ------------------- | --------------- |
| Pauljević 44' Balázs 53' Traoré 78' | (0 – 0) Jegyzőkönyv | 19' Bamba       |

| Szusza Ferenc Stadion, Budapest Nézőszám: 3 884 Játékvezető: Andó-Szabó Sándor (magyar) Asszisztensek: Horváth Róbert és Márkus Tamás |

- Újpest:  Pajovics — Risztevszki, Litauszki , Balázs, Pauljević (Nagy  70') — Kovács L., Rácz (Nagy  64') — Zsótér, Onovo, Beridze (Simon  81')  — Traoré (Solomon  83') • Fel nem használt cserék: Banai (kapus), Bojović, Diallo, Lukács

Bureković,
Sanković
• Vezetőedző: Nebojsa Vignyevics
- Honvéd:  Gróf — Kálnoki Kis, Lovrić, Batik — Uzoma, Ben-Hatira (Májer  81'), Szendrei, Heffler, Bamba (Banó-Szabó  69'), — Danilo (Tischler  83'), Holender • Fel nem használt cserék: Horváth A. (kapus), Pisont, Tonći, Beglarisvili

Supka Attila (Vezetőedző:eltiltás)
• Vezetőedző: Híres Gábor (helyettes eltiltás miatt)
| 30. forduló 2019. április 27. |

| Újpest | –   | Debrecen |
| ------ | --- | -------- |
|        | (–) |          |

|  |

### Május
| 31. forduló 2019. május 4. 19:30, (tv:M4 Sport) |

| Ferencváros                                                             | 2 – 1               | Újpest                                                                         |
| ----------------------------------------------------------------------- | ------------------- | ------------------------------------------------------------------------------ |
| Varga R. 22' Lanzafame 50' Lanzafame 74' Gorriarán 90+3' Haratyin 90+5' | (1 – 1) Jegyzőkönyv | 39' Nagy D. 21' Nagy D. 45' Risztevszki 89' Zsótér 90+5' Onovo 90+7' Litauszki |

| Groupama Aréna, Budapest Nézőszám: 20 057 Játékvezető: Andó-Szabó Sándor (magyar) Asszisztensek: Szert Balázs és Szalai Balázs |

| 32. forduló 2019. május 11. 17:00 |

| Újpest                   | 0 – 1               | Puskás Akadémia                               |
| ------------------------ | ------------------- | --------------------------------------------- |
| Sanković 62' Solomon 72' | (0 – 0) Jegyzőkönyv | 59' Knežević 5' Poór 35' Szakály 78' Szolnoki |

| Szusza Ferenc Stadion, Budapest Nézőszám: 2 717 Játékvezető: Iványi Zoltán (magyar) Asszisztensek: Medovarszki János és Bornemissza Norbert |

| 33. forduló 2019. május 19. 17:00 |

| Diósgyőr                                                          | 3 – 0               | Újpest                                             |
| ----------------------------------------------------------------- | ------------------- | -------------------------------------------------- |
| Tajti 36' Korbély 82' Hasani 91' Bacsa 28' Márkvárt 36' Tamás 64' | (1 – 0) Jegyzőkönyv | 50' Zsótér 70' Onovo 77' Kovács Lóránt 79′ Solomon |

| DVTK-stadion, Miskolc Nézőszám: 12 203 Játékvezető: Iványi Zoltán (magyar) Asszisztensek: Buzás Balázs és Medovarszki János |

### A bajnokság állása
| Hely. | Csapat          | M  | Gy | D  | V  | G+ | G– | Gk  | P  | Továbbjutás vagy kiesés          |
| ----- | --------------- | -- | -- | -- | -- | -- | -- | --- | -- | -------------------------------- |
| 1.    | Ferencváros (B) | 33 | 23 | 5  | 5  | 72 | 27 | +45 | 74 | Bajnokok Ligája, 1. selejtezőkör |
| 2.    | Vidi (C)        | 33 | 18 | 7  | 8  | 53 | 37 | +16 | 61 | Európa-liga, 1. selejtezőkör     |
| 3.    | Debrecen        | 33 | 14 | 9  | 10 | 44 | 39 | +5  | 51 | Európa-liga, 1. selejtezőkör     |
| 4.    | Honvéd          | 33 | 13 | 10 | 10 | 46 | 38 | +8  | 49 | Európa-liga, 1. selejtezőkör     |
| 5.    | Újpest          | 33 | 12 | 12 | 9  | 38 | 28 | +10 | 48 |                                  |
| 6.    | Mezőkövesd      | 33 | 12 | 8  | 13 | 45 | 40 | +5  | 44 |                                  |
| 7.    | Puskás Akadémia | 33 | 11 | 7  | 15 | 36 | 45 | −9  | 40 |                                  |
| 8.    | Paks            | 33 | 9  | 12 | 12 | 33 | 46 | −13 | 39 |                                  |
| 9.    | Kisvárda        | 33 | 10 | 8  | 15 | 36 | 48 | −12 | 38 |                                  |
| 10.   | Diósgyőr        | 33 | 10 | 8  | 15 | 36 | 57 | −21 | 38 |                                  |
| 11.   | MTK (K)         | 33 | 10 | 4  | 19 | 42 | 56 | −14 | 34 | NB II                            |
| 12.   | Haladás (K)     | 33 | 8  | 6  | 19 | 31 | 51 | −20 | 30 | NB II                            |

## Magyar kupa
Az MLSZ szabályzatának értelmében, a nemzeti bajnokságokban (NB I, NB II, NB III) szereplő csapatoknak a kupasorozat 6. fordulójában, a legjobb 128 között kapcsolódnak be a versenybe. A versenykiírás szerint az NB I-es és NB II-es csapatok kiemeltek lesznek a sorsoláson, nem kerülhetnek össze egymással. A hatodik fordulóból (a főtábla első köréből) továbblépő együttesek 300 ezer, illetve 500 ezer forintot kapnak – attól függően, hogy döntetlen után vagy győzelemmel harcolják ki a továbbjutást.
      Győzelem
      Döntetlen
      Vereség
| 2018. szeptember 22. |

| Bátaszék SE (Tolna megye I) | 1 – 7 | Újpest |
| --------------------------- | ----- | ------ |
|                             |       |        |

| Részletek |

| 2018. október 31. |

| Győri ETO FC (NB II) | – | Újpest |
| -------------------- | - | ------ |
|                      |   |        |

| Részletek |

|  | Bővebben: 2018–2019-es magyar labdarúgókupa#6. forduló (főtábla 1. forduló) |

| 2018. szeptember 22., szombat 15:00 |

| Bátaszék SE (Tolna megye I) | 1 – 7               | Újpest |
| --------------------------- | ------------------- | --- |
| Kertész (1–2) 37'           | (1 – 2) Jegyzőkönyv | 19' (0–1) Balázs 28' (0–2) Beridze 54' (1–3) Bojovics 67' (1–4) Lukács 73' (1–5) Bojovics 82' (1–6) Zsótér 86' (1–6) Cseke |

| Vicze János városi sportpálya, Bátaszék Nézőszám: 1 200 Játékvezető: Kovács Imre (magyar) Asszisztensek: Aradi József és Gyürüsi Péter |

|  | Bővebben: 2018–2019-es magyar labdarúgókupa#7. forduló (főtábla 2. forduló) |

| 2018. október 31., szerda 20:00 (tv: M4 Sport) |

| Győri ETO FC (NB II)                 | 2 – 3               | Újpest                                                                               |
| ------------------------------------ | ------------------- | ------------------------------------------------------------------------------------ |
| Andrić 47' Magasföldi 67' Andrić 64' | (0 – 1) Jegyzőkönyv | 21' Obinna 76' Onovo 99' Obinna 62' Risztevszki 81' Obinna 118' Sanković 119' Zsótér |

| ETO Park, Győr Játékvezető: Dr. Kovács Gergely (magyar) Asszisztensek: Becséri Gergely és Huszár Balázs |

## Európa-liga
Győzelem
      Döntetlen
      Vereség
| 2018. július 12. |

| Neftçi | 3 – 1 | Újpest |
| ------ | ----- | ------ |
|        |       |        |

| Részletek |

| 2018. július 19. |

| Újpest | 4 – 0 | Neftçi |
| ------ | ----- | ------ |
|        |       |        |

| Részletek |

| 2018. július 26. |

| Sevilla | 4 – 0 | Újpest |
| ------- | ----- | ------ |
|         |       |        |

| Részletek |

| 2018. augusztus 2. |

| Újpest | 1 – 3 | Sevilla |
| ------ | ----- | ------- |
|        |       |         |

| Részletek |

### 1. selejtezőkör

#### 1. mérkőzés
| 2018. július 12., csütörtök 19:00 |

| Neftçi                                          | 3 – 1               | Újpest                         |
| ----------------------------------------------- | ------------------- | ------------------------------ |
| Dabo (1–1) 23' • (2–1) 72' Makmudov (3–1) 90+2' | (1 – 1) Jegyzőkönyv | 9' (0–1) Nagy D. 78' Litauszki |

| Dalga Arena, Baku, Azerbajdzsán Nézőszám: 2.000 Játékvezető: Dennis Higler (holland) Asszisztensek: Joost van Zuilen és Johan Balder |

- Újpest: Pajovics — Balázs, Litauszki, Bojovics, Burekovics — Szankovics, Cseke — Pauljevics, Nagy D. (Angelov  90'), Zsótér (Szűcs K.  74') — Novothny (Tischler  81')
- Neftçi: Agajev — Mirzabekov, Petrov, Abisov, Krivocsjuk — Paracki, Mustivar, Hadzsijev (Bralic  77') — Frederico, Dabo (Karikari  90+1'), Alaskarov (Mahmudov  42'))

#### Visszavágó
| 2018. július 19., csütörtök 21:00 |

| Újpest                                                                              | 4 – 0               | Neftçi                     |
| ----------------------------------------------------------------------------------- | ------------------- | -------------------------- |
| Litauszki (1–0) 19' Szankovics (2–0) 21' Zsótér 57' (3–0) 49' Nwobodo 69' (4–0) 65' | (2 – 0) Jegyzőkönyv | Krivotsyuk 30' Bralics 57' |

| Szusza Ferenc Stadion, Budapest Nézőszám: 3.782 Játékvezető: Ioannisz Papadopulosz (görög) Asszisztensek: Tryfon Petropoulos és Vasilios Kampouris |

- Újpest: Pajovics — Pauljevics, Litauszki , Bojovics, Burekovics — Szankovics, A. Diallo — Nwobodo, Zsótér (Balázs  81'), Nagy D. (Cseke  88') — Novothny (Tischler  90+1')
- Neftçi: Agajev — Bralics, Petrov, Abisov (Ahundov  41'), Krivocsjuk (Karikari  54') — Mirzabekov, Paracki, Mustivar, Hadzsijev (Abasszov  77') — Frederico, Dabo

Továbbjutott az Újpest FC, 5–3-s összesítéssel.

### 2. selejtezőkör

#### 1. mérkőzés
| 2018. július 26., csütörtök 21:45 (tv: M4 Sport) |

| Sevilla                                                                                             | 4 – 0       | Újpest        |
| --------------------------------------------------------------------------------------------------- | ----------- | ------------- |
| Navas (1–0) 7' Ben Yedder (2–0) 31' (11-esből) Sarabia 57' (3–0) 49' Vázquez (4–0) 90+2' Pareja 62' | Jegyzőkönyv | 31′ Pauljević |

| Estadio Ramón Sánchez Pizjuán, Sevilla, Spanyolország Játékvezető: Andris Treimanis (lett) Asszisztensek: Haralds Gudermanis és Aleksejs Spasjonnikovs |

- Újpest: Pajovics — Pauljevics, Bojovics, Litauszki , Burekovics — Szankovics, A. Diallo  — Windecker, Zsótér (Horj  64'), Nagy D. (Balázs  33') — Novothny
- Sevilla: Vaclík — Escudero, Pareja , Carriço — Arana (Lasso  77'), Vázquez, Mesa, Navas (Corchia  90') — Nolito, Sarabia —(Pejiño  69') —Ben Yedder

#### Visszavágó
| 2018. augusztus 2., csütörtök |

| Újpest                         | 1 – 3               | Sevilla                                              |
| ------------------------------ | ------------------- | ---------------------------------------------------- |
| Zsótér (1–2) 77' A. Diallo 69' | (0 – 1) Jegyzőkönyv | 36' (0–1) Sarabia 50' (0–2) Sarabia 83' (1–3) Muriel |

| Szusza Ferenc Stadion, Budapest Nézőszám: 9.785 Játékvezető: Kirill Levnikov (orosz) Asszisztensek: Valerij Dancsenko és Konsztantin Salamberidze |

- Újpest: Pajovics — Balázs, Bojovics, Litauszki  (Horj  89'), Burekovics — Szankovics, A. Diallo — Nwobodo, Zsótér, Nagy D. (Szűcs  67') — Novothny (Tischler  66')
- Sevilla: Sergio Rico — Carriço , Pareja, Gómez — Corchia, Banega (Mesa  72'), Vázquez, Escudero — Sarabia (Nolito  66'), Ben Yedder (Muriel  66'), Pejiño

A spanyol Sevilla már múlt héten eldöntötte az Újpest elleni párharcot, a lila-fehérek hazai pályán inkább csak a szép búcsúban bízhattak. Az újpestiek bátran futballoztak, de a Sevilla az első és a második félidőben is betalált egy-egy gyors ellentámadás végén. A hajrához közeledve Zsótér Donát 22 méterről lőtt bombagólt a bal felső sarokba, megszerezve az újpestiek szépítő találatát. Az utolsó szó azonban a spanyoloké volt, Muriel a 83. percben állította be az 1–3-as végeredményt, a Sevilla így 7–1-es összesítéssel jutott a következő körbe.
Továbbjutott az Sevilla, 7–1-s összesítéssel.

## Előszezon
2018. június 25. és július 4. között a lila-fehér csapat az Ausztriában található Kelet-Stájerországba utazott el edzőtáborba. Mohl Dávid, Simon Krisztián és Vincent Onovo sérülés miatt nem tartott a csapattal. Június 30-án a cseh FK Fotbal Třinec csapatával, július 4-én pedig a horvát NK Inter-Zaprešić csapatával játszik felkészülési mérkőzést az Újpest.

### Június
| 2018. június 30., szombat 17:00 |

| Újpest                                                    | 3 – 3               | FK Fotbal Třinec                                        |
| --------------------------------------------------------- | ------------------- | ------------------------------------------------------- |
| Tischler (1–1) 36' Novothny (2–1) 67' Litauszki (3–1) 67' | (1 – 1) Jegyzőkönyv | 23' (0–1) Buchvaldek 84' (3–2) Janošík 86' (3–3) Omasta |

| Pöllau, Ausztria |

- Az Újpest kezdője: Banai — Angyal (próbajátékos), Mané (próbajátékos), Pávkovics, Szűcs, Cseke, Kálnoki Kis, Angelov, Balázs, Nagy D., Tischler
- Cserék: Pajović, Gundel-Takács, Litauszki, Bojović, Bureković, Diallo, Sanković, Zsótér, Obinna, Pauljević, Novothny

### Július
| 2018. július 4. 17:00 |

| Újpest | 0 – 1   | NK Inter-Zaprešić |
| ------ | ------- | ----------------- |
|        | (0 – 1) | 25' (0–1) Solomon |

| Fölöstöm, Ausztria |

- Az Újpest kezdője: Pajović — Balázs, Bojović, Litauszki, Bureković, Sanković,Obinna, Pauljević,Zsótér, Nagy D., Novothny,
- Cserék: Gundel-Takács, Banai, Diallo, Angyal (próbajátékos),  Mané (próbajátékos), Pávkovics, Szűcs, Cseke, Kálnoki Kis, Angelov, Tischler